# 香港區議會
香港區議會（英語：District Councils of Hong Kong，下稱區議會），始創於1982年的英治香港，是香港地區層次的地方議會組織，就市民日常生活事務向政府提供意見。現時香港18區各有其所屬的區議會，每屆區議會任期4年，共計470席。
區議會是特區政府地區層面的諮詢機關，亦是市民社區事務監督政府的機關。2020年的第6屆區議會中，除離島區議會因為擁有全港最多當然議席（8名）外，泛民主派聯同本土派直到區議員辭職潮前於其餘十七區區議會都佔有絕對優勢，其中民主黨一度佔有91個區議員席位，曾是區議會最大黨。
2023年5月，李家超政府推出區議會改制，將直選議席縮減至僅餘兩成，比例甚至低於1982年首屆區議會，並加入委任議席及由地區委員會成員互選的議席，選舉主席的內部民主機制更改為由民政事務專員兼任區議會主席，以體現「行政主導」和「去政治化」，充分確立「爱國者治港」原則。政府聲稱改革為「完善『一國兩制』的最後一塊拼圖」，然而改制後首場區議會選舉投票率僅有27.54%，創下歷史新低。2024年1月1日起，區議員議席削減至470席。

## 歷史演變

### 英屬香港時期
1979年12月，觀塘設立「地區管理委員會」試水温，新界方面則設立地區諮詢委員會，之後香港政府發表《香港地方行政白皮書》，1982年《區議會條例》生效，並進行首次區議會選舉。
1982年區議會正式成立以前，地區議員都是香港總督委任的；包括市政局議員、鄉事委員會主席、區內之分區委員會主席以及地區管理委員會之主要委員。其時區議會的官守議員和非官守議員人數大致相若，而民選成份(指市政局議員及鄉事委員會主席)和委任部分人數也接近。當中市政局議員出任市區區議會的議員，鄉事委員會主席出任新界區議會的議員，區議會主席由當區政務專員擔任。因應地方行政白皮書建議，區議會選舉的選民包括21歲或以上同時居港至少滿7年的人，而候選人須居港滿10年。選區按人口和地理因素來劃分，有單議席及雙議席選區，以「票數領先者取勝」選出當選人。
1985年香港區議會選舉以後，議席因應人口增長而小量增加，區議會主席由各區區議員互選產生。所有官員不再出任區議會議員，改以列席形式回答議員提問。民選議員和委任議員的整體比例仍然維持大約二比一。1985年9月，立法局56名議員中，12名是由市政局、臨時區域議局及區議會成員分組組成的選舉團選出，選舉團成員須已登記為選民，並已在香港居住最少10年。
1986年區域市政局正式成立，新界各個區議會各自選出一名成員出任區域市政局議員。直到1989年，市政局議員停止出任市區區議會當然議員，改為每個市區區議會各選出一名成員出任市政局議員，與新界區議會看齊。至1993年區議會負責監督社區會堂的管理工作及推薦有關人士擔任所屬地區多個組織的職務。
1994年香港區議會選舉中，除27名鄉事委員會主席保留新界區議會當然議席之外，373名議員幾乎全部均由地方選區以「單議席單票制」和「票數領先者取勝」的方式選出。投票年齡由21歲降低至18歲。

### 特區政府時期

#### 臨時區議會
由於英中雙方未能達成協議，所以1997年7月1日香港主權移交至1999年12月31日以「臨時區議會」取代1994年區議會選舉中組成的區議會，但與立法局在1997年6月30日解散不同的是，原有區議會議員得到行政長官董建華委任，全部過渡至臨時區議會，並加入四分一新成員。
《區議會條例草案》於1998年12月16日提交香港立法會，取代《臨時區議會條例》。當中增加民選議席數目之餘，亦保留委任及當然議席，同時將區議會英文名稱由改為。條例於1999年3月10日立法會會議上獲得通過。
1999年香港區議會選舉，是1997年香港主權移交後的首次區議會選舉，建制派憑藉委任議席支持下取得大部分區議會的控制權。
1999年12月2日，行政長官董建華廢除兩個民選產生香港市政局、區域市政局，當時香港市政局和區域市政局有自主財政實權及土地使用權、同時廢除市政總署、區域市政總署。當時政府決定向區議會增撥資源、增加其職責，以鼓勵市民參與地區公共事務。不過特區政府經過很多十分反覆的考慮後，並沒有讓區議會承繼兩個市政局及兩個市政總署的原有權力。原本兩個市政局之職權仍掌握於屬政府部門的康樂及文化事務署及食物環境衞生署中，由政府委任的民政事務專員實施建設。

#### 2000年以後的區議會
2005年10月，行政長官曾蔭權在任內首份的施政報告宣佈，將會增加區議會權力，讓其負責參與管理區內圖書館、社區會堂、游泳池、體育場館、泳灘等文娛康樂設施，但實際上仍由康樂及文化事務署執行。並於2007年在屯門區、灣仔區、黃大仙區和西貢區四區試行，隨後於2008年第三屆區議會推展到全港十八區。
2008年至2009年度，政府向區議會增加撥款，每年3億港元供區議會推行社區參與活動以舉辦富有地區特色的活動；另外亦提供每年3億港元予區議會作為專用基本工程整體撥款，以進行區議會提出的地區小型工程。2013年5月22日，立法會通過《2013年區議會（修訂）條例草案》，在2016年新一屆區議會時首次取消所有委任議席，但保留由鄉村間選的27個當然議席。
2019年香港區議會選舉，在反對逃犯條例修訂草案運動推動下，投票率創下歷史性新高的71.23%，泛民主派壓倒性大勝建制派，較上屆增加263席，合共擁有388席，十八區區議會中取得十七區議會的大多數，部份更是「全黃」（即所有議員都是泛民主派）。而一直支持政府的建制派，則失去共240席，只剩餘59席。此次區議會選舉被泛民主派陣營視為反送中運動以來一次勝利。
2021年1月27日，中共中央總書記習近平在聽取行政長官林鄭月娥工作匯報時，強調「愛國者治港」是一國兩制的根本原則。2月28日至3月1日，國務院港澳辦举办「愛國者治港」座談會，當中港澳辦主任夏寶龍表示「要落實習近平總書記指出的『愛國者治港』的原則，要根據香港實際情況設計，形成有香港特色的民主選舉制度」。同年3月30日，十三屆全國人大四次會議通過審議，宣布區議會議員不再納入選舉委員會中，以泛民主派及香港本土派人士對行政長官及政府施政的影響力。
2021年5月21日，《2021年公職（參選及任職）（雜項修訂）條例》刊憲生效，條例規定區議員須作出宣誓，又訂明違反誓言或不符合「擁護《基本法》、效忠特區」的法定要求和條件者會喪失區議員資格。
2023年5月2日，李家超政府公佈區議會「改革」，直選議席由452個劇減至88個，由94%劇降至不足兩成，並新增179席委任議席，以及176席由政府委任的地區委員會成員互選的議席，而保留27名當然議員。區議會主席會由當區民政事務專員兼任，所有區議會候選人必先通過區議會資格審查委員會的審核。區議會亦增設監察制度，列出區議員「負面行為」清單，機制會對行為表現不符合公眾期望的區議員啟動調查，加強區議員工作問責和工作透明度。政府稱區議會能去政治化，體系要充分體現所謂「行政主導」，並認為重塑後的區議會將擔當協助政府的角色，同時協助「凝聚民心」，為區內居民提供諮詢及轉介服務。政府亦稱重塑區議會有必要性及迫切性，必須要從制度上堵塞現有「漏洞」，防止區議會再被「反中亂港」的人「騎劫」及「操弄」。

## 區域分佈
現時18個區域分別為：
|              | 香港島4區    | 香港島4區  | 香港島4區  | 香港島4區  | 九龍5區      | 九龍5區      | 九龍5區      | 九龍5區      | 九龍5區    |
| 名稱         | 中西區區議會 | 灣仔區議會 | 東區區議會 | 南區區議會 | 油尖旺區議會 | 深水埗區議會 | 九龍城區議會 | 黃大仙區議會 | 觀塘區議會 |
| ------------ | ------------ | ---------- | ---------- | ---------- | ------------ | ------------ | ------------ | ------------ | ---------- |
| 議席         | 20           | 10         | 30         | 20         | 20           | 20           | 20           | 20           | 40         |
| 人口(2021年) | 235,953      | 166,695    | 529,603    | 263,278    | 310,647      | 431,090      | 410,634      | 406,802      | 673,166    |
|              | 新界9區      |            |            |            |              |              |              |              |            |
| 名稱         | 荃灣區議會   | 屯門區議會 | 元朗區議會 | 北區區議會 | 大埔區議會   | 西貢區議會   | 沙田區議會   | 葵青區議會   | 離島區議會 |
| 議席         | 22           | 32         | 46         | 24         | 22           | 32           | 42           | 32           | 18         |
| 人口(2021年) | 320,094      | 506,879    | 668,080    | 309,631    | 316,470      | 489,037      | 692,806      | 495,798      | 185,282    |

## 區域沿革

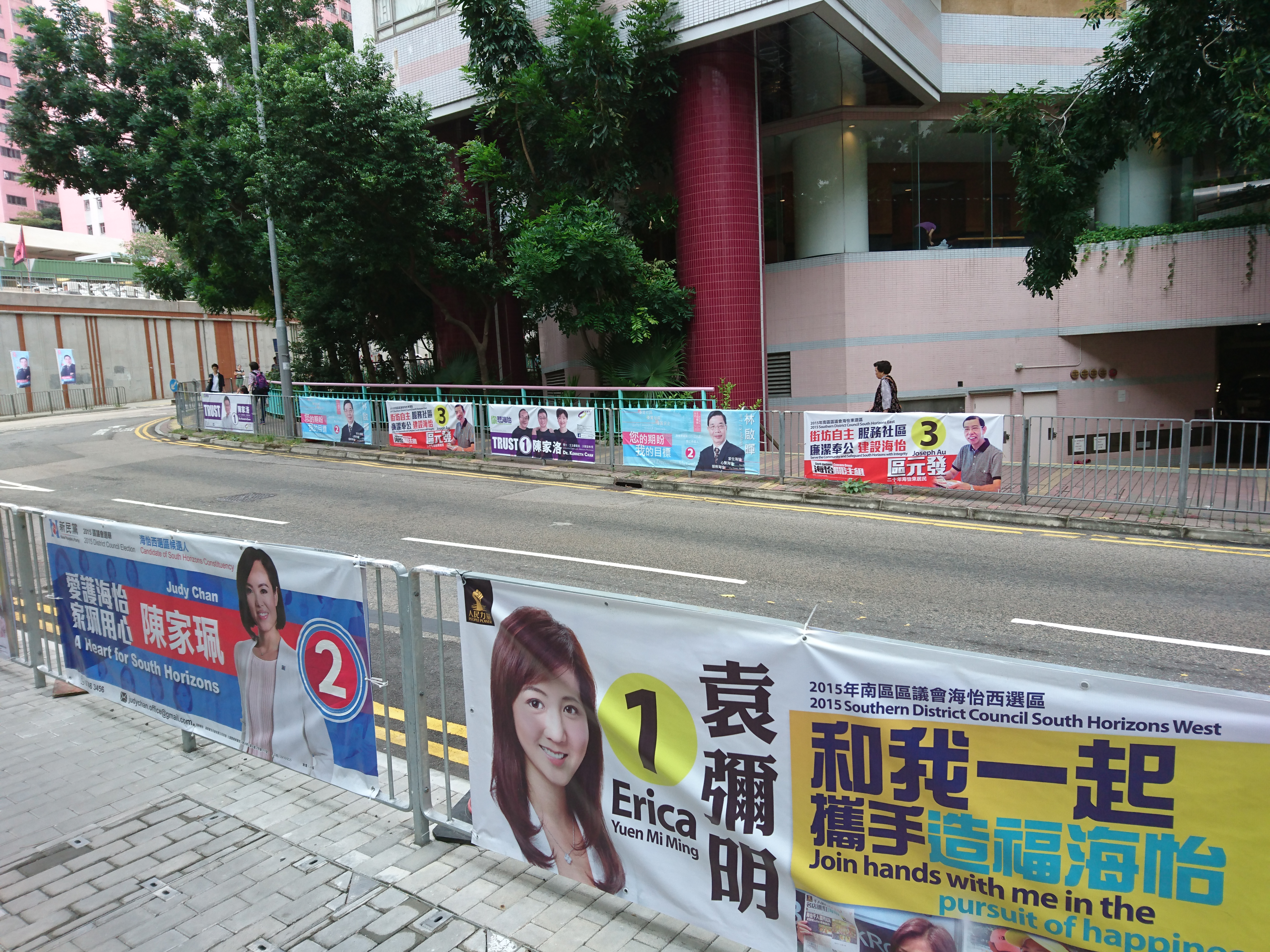
區議會選舉臨近時街頭出現的競選廣告

1982年香港啟動地區行政計劃，將全港劃分為18個區議會，分別是香港島4區：中西區、東區、南區及灣仔區；九龍6區：九龍城區、觀塘區、深水埗區、黃大仙區、油尖區及旺角區（其中油尖區及旺角區以登打士街為界，而油麻地避風塘屬油尖區，其餘區界與現時油尖旺區區界一樣）；新界8區：離島區、北區、西貢區、沙田區、大埔區、荃灣區（包括現時葵青區的範圍）、屯門區、元朗區。
1985年整個荃灣區人口已達60萬，相比當時全港不足500萬的人口，實在過於龐大。因此政府以德士古道、青山公路荃灣段、國瑞路及和宜合道為界，由荃灣區分拆出葵涌及青衣區，成立區議會，使香港分為19區。但分拆後葵青區人口40多萬，而荃灣區人口不足20萬，形成「仔大過乸」（粵語俚語，即兒子比母親大）的現象。
由於全港人口在1980年代起向新界新市鎮遷移，九龍區人口大大下降。1994年旺角區議會包括委任議員後仍只有11名議員，政府以善用資源為由，將油尖區議會及旺角區議會合併，由油尖旺區議會代替原有兩個區議會，使香港回復為18區，形成現時局面。
2006年政府提議將荔景山路以南的盈暉臺劃入深水埗區，消除盈暉臺「一屋苑兩區」的問題。其後2013年提議將東區內的天后及維園選區劃入灣仔區，東區區議會範圍縮至炮台山，以平衡兩區的議員數目。
2010年代九龍城區內的啟德發展區北部的啟晴邨與德朗邨相繼入伙，加上位於舊啟德機場跑道南部的啟德郵輪碼頭啟用，以及啟德發展計劃陸續實行，引起黃大仙區、觀塘區與九龍城區的熱烈反響，政府維持由九龍城區繼續管轄啟德發展區，並設立啟德北及啟德南選區。
綜合以上事件，反映香港特別行政區政府在區議會的設立和取消方面因循。另一方面區界劃分未有追上時代步伐，如把鄰近荔枝角而遠離葵青區其他部分的荔景山路以南地區分由深水埗區及葵青區管理；以及跟黄大仙区的彩虹邨一街之隔的坪石邨劃入觀塘區；2016年之前，以告士打道為界把銅鑼灣分劃為灣仔區及東區（八十年代的區議會選舉中灣仔區設有銅鑼灣中選區，而東區則設有銅鑼灣南及銅鑼灣北選區）；在交通道路網絡完成後，西貢北部仍屬大埔區（原由街渡連接馬料水至西貢北各鄉村，但除東平洲等島嶼外，皆有道路連接西貢）；以及馬灣和大嶼山東北部，如竹篙灣、欣澳等地（原由街渡連接青龍頭，但在青嶼幹線通車之後，因客量不足已取消）屬於荃灣區。相對八九十年代的分拆荃灣區、成立油尖旺區及2010年代初港島區議會架構重組，2023年前的改動規模比較微型，未有引起香港市民的充分關注。
2023年5月，政府宣佈區議會改制，將目前選區重新組合，變成44個選區，共產生88席直選議席。

## 職能
區議會職權範圍主要就與在該區居住和工作之人士福祉攸關之事宜，向香港政府提供意見。2024年區議會的職能如下：
- 就影響有關地區的民生、居住環境及有關地區內的人的福祉的地區事務，接受政府諮詢
- 就該區議會的主席指明的議題，收集有關地區內的人的意見，並向政府提交意見摘要及建議應對方案
- 與有關地區內的人建立恆常的聯絡機制，定期會見他們並聽取他們的意見
- 在有關地區內支持和協助推廣法律及政府政策，並協助政府開展地區諮詢會等各類諮詢、宣傳及聯絡活動
- 在政府的統籌下，協助順利提供與有關地區內的人的利益相關的文化、康樂及環境衞生等服務
- 為與區議會職能有關的項目及活動申請撥款資助，例如
  - 旨在推廣體育、藝術及文化的項目及活動；
  - 地區盛事及慶祝活動；
  - 綠化及義工工作
- 為有關地區內的人提供服務，例如諮詢及個案轉介服務；
- 在政府的統籌下，與有關地區內的其他諮詢及服務組織互相配合，使為有關地區內的人提供的服務能達到最佳效果
- 承擔政府不時委託的其他事宜

## 議員數目及組成

### 2023年前
區議員產生辦法在2023年之前有兩類，分為以下類別：
民選議員
透過地區直選選出，採用單議席單票制。根據《區議會條例》，民選議員數目由政府制定，而2016－2019年度區議會民選議員的數目以每16,964人口設一議席的比率為基礎，2023年前共有452名民選議員。
當然議員
只在新界的9個區議會出現，由區內各個鄉事委員會的主席擔任。在英治時期推行政改方案時，泛民主派曾以私人草案方式要求香港的當局取消區議會的當然議員議席，但未獲通過，故得以保留，2023年前共有27名當然議員。
委任議員（已取消）
香港主權移交前最後一屆區議會，因總督彭定康不行使《區議會條例》賦予委任議員的權利，該屆的相關議席取消。1998年起，政府聲稱為避免地區事務過度民粹化、政治化，自此恢復委任議員議席，依例最多可委任102名議員，2012年時共有68名委任議員。2013年5月22日，立法會通過《2013年區議會（修訂）條例草案》，於2015年取消所有區議會委任議席。
官守議員（已取消）
在初成立及1982－1985年的區議會，設有官守議員，包括當區各政府部門的負責人。1985年起，政府為鼓勵市民對地區行政的投入，官員不再出任區議會議員，改以列席形式回答議員的提問。
另外區議會設有「增選委員」，由區議員協商並委任非區議員人士擔任增選委員，出席區議會轄下委員會會議及投票，在委員會上權力等同其他區議員，但增選委員只屬義務性質而沒有薪金津貼，亦在區議會大會上不能列席和投票，性質與區議員不同。而「增選委員」產生方法由各個區議會自行制定，產生方法各有不同，亦可選擇不設立增選委員。由於增選委員可讓政治新人提早參與議會工作，不少政黨會委任新人為增選委員來培訓接班人，不少政治人物是由增選委員開始進入政界。增選委員並非民選產生，選舉落選者可以藉由黨友委任為增選委員而重返議會。

### 2023年起
2023年5月2日，行政長官李家超公佈改制細節，議員總數為470人，由委任、地區委員會界別選舉、以及由區議會地方選區選舉產生，數目比例約為「442」，包括：
民選議員
民選議員減少，由452個減至88個，按雙議席單票制產生，變成44個選區，佔全部議席的2成。
互選議員
互選議員佔176席（佔四成）由三個地區委員會成員互選議員則由地區分區委員會、地區防火委員會和地區撲滅罪行委員會委員，以全票制方式互選，而委員會本身由政府委任成員互選。經地區委員會渠道出選者，本身毋須為該三會的成員，但仍要取得3個委員會各3人提名。
委任議員
新增179席委任議員，佔全部議席的四成。
當然議員
27名鄉事委員會主席擔任的當然議員得以保留。
另外區議會主席會由當區民政事務專員擔任。參加直選者須獲當區50名選民提名、再獲三個地區委員會每會各3人提名。為確保國家安全及全面落實「愛國者治港」原則，區議會將引入資格審查制度，無論從何種渠道成為區議員，都要先透過資格審查機制確認。

### 歷屆區議會的組成
| 屆別               | 選舉                  | 任期                                | 議席數目     | 議席數目     | 議席數目     | 議席數目     | 議席數目     | 總數         |
| 屆別               | 選舉                  | 任期                                | 官守         | 當然         | 委任         | 民選         | 互選         | 總數         |
| 英屬香港時期       | 英屬香港時期          | 英屬香港時期                        | 英屬香港時期 | 英屬香港時期 | 英屬香港時期 | 英屬香港時期 | 英屬香港時期 | 英屬香港時期 |
| ------------------ | --------------------- | ----------------------------------- | ------------ | ------------ | ------------ | ------------ | ------------ | ------------ |
| 1                  | 1982年3月4日、9月23日 | 1982年4月1日/10月1日－1985年3月31日 | 166          | 57           | 135          | 132          | －           | 490          |
| 2                  | 1985年3月7日          | 1985年4月1日－1988年3月31日         | －           | 57           | 132          | 237          | －           | 426          |
| 3                  | 1988年3月10日         | 1988年4月1日－1991年3月31日         | －           | 27           | 141          | 264          | －           | 432          |
| 4                  | 1991年3月3日          | 1991年4月1日－1994年9月30日         | －           | 27           | 140          | 274          | －           | 441          |
| 5                  | 1994年9月18日         | 1994年10月1日－1997年6月30日        | －           | 27           | －           | 346          | －           | 373          |
| 香港特別行政區時期 |                       |                                     |              |              |              |              |              |              |
| 臨時               | －                    | 1997年7月1日－1999年12月31日        | －           | －           | 468          | －           | －           | 468          |
| 1                  | 1999年11月28日        | 2000年1月1日－2003年12月31日        | －           | 27           | 102          | 390          | －           | 519          |
| 2                  | 2003年11月23日        | 2003年1月1日－2007年12月31日        | －           | 27           | 102          | 400          | －           | 529          |
| 3                  | 2007年11月18日        | 2007年1月1日－2011年12月31日        | －           | 27           | 102          | 405          | －           | 534          |
| 4                  | 2011年11月6日         | 2012年1月1日－2015年12月31日        | －           | 27           | 68           | 412          | －           | 507          |
| 5                  | 2015年11月22日        | 2016年1月1日－2019年12月31日        | －           | 27           | －           | 431          | －           | 458          |
| 6                  | 2019年11月24日        | 2020年1月1日－2023年12月31日        | －           | 27           | －           | 452          | －           | 479          |
| 7                  | 2023年12月10日        | 2024年1月1日－                      | －           | 27           | 179          | 88           | 176          | 470          |

## 區議會選舉
除特別註明外，投票時間均為上午7時30分至晚上10時30分。
| 屆                 | 選舉                                       | 投票日                      | 備註 |              |
| 英屬香港時期       | 英屬香港時期                               | 英屬香港時期                | 英屬香港時期 | 英屬香港時期 |
| ------------------ | ------------------------------------------ | --------------------------- | --- | ------------ |
| 第一屆             | 1982年區議會選舉                           | 1982年3月4日（新界）        | 因候選人自動當選而不需進行投票的選區 - 離島區：長洲西 - 荃灣區：荃灣郊區 |              |
| 第一屆             | 1982年區議會選舉                           | 1982年9月23日（港島及九龍） | 因候選人自動當選而不需進行投票的選區 - 深水埗區：南昌東 - 黃大仙區：橫頭磡 |              |
| 第一屆             | 1983年東區區議會鰂魚涌選區補選             | 1983年5月12日               | |              |
| 第一屆             | 1983年南區區議會田灣及石排灣選區補選       | 1983年5月12日               | 因候選人自動當選而不需進行投票。 |              |
| 第一屆             | 1983年灣仔區議會灣仔西選區補選             | 1983年8月17日               | |              |
| 第二屆             | 1985年區議會選舉                           | 1985年3月7日                | 因候選人自動當選而不需進行投票的選區 - 離島區：南丫及蒲台 - 中西區：中環；西營盤西 - 東區：鰂魚涌南；筲箕灣山村 - 南區：薄扶林；黃竹坑及海灣 - 九龍城區：九龍城及西頭 - 觀塘區：定康、藍田南 - 深水埗區：南山及又一村；南昌東；石硤尾；荔灣 - 黃大仙區：彩虹；黃大仙上邨及鳳凰 |              |
| 第二屆             | 1986年中西區區議會中環選區補選             | 1986年5月22日               | 因候選人自動當選而不需進行投票。 |              |
| 第二屆             | 1986年旺角區議會大角咀選區補選             | 1986年5月22日               | |              |
| 第二屆             | 1986年九龍城區議會何文田南選區補選         | 1986年10月16日              | |              |
| 第三屆             | 1988年區議會選舉                           | 1988年3月10日               | 因候選人自動當選而不需進行投票的選區 - 離島區：長洲東；長洲北；南丫及蒲台 - 北區：石湖墟 - 西貢區：將軍澳 - 沙田區：源禾；曾大屋 - 荃灣區：荃灣郊區；荃灣東(北) - 中西區：半山及山頂 - 灣仔區：灣仔東 - 東區：鰂魚涌北 - 九龍城區：何文田北 - 觀塘區：秀茂坪南；藍田南；牛頭角北 - 旺角區：旺角北；旺角南；詩歌舞 - 黃大仙區：東頭；牛鑽 |              |
| 第三屆             | 1988年荃灣區區議會荃灣東(北)選區補選       | 1988年10月6日               | |              |
| 第三屆             | 1989年深水埗區議會白田選區補選             | 1989年4月20日               | |              |
| 第三屆             | 1989年葵青區議會青衣南選區補選             | 1989年10月19日              | |              |
| 第四屆             | 1991年區議會選舉                           | 1991年3月3日                | 因候選人自動當選而不需進行投票的選區 - 離島區：東涌及大澳；愉景灣 - 北區：邊境東及大鵬；邊境中；皇后山；雙魚河 - 西貢區：西貢中 - 沙田區：沙角；田心；車公廟；沙田頭 - 大埔區：大埔東北；大埔北；西貢北 - 荃灣區：荃灣郊區；荃景圍 - 屯門區：屯門東北；屯門東南；屯門西北；兆康 - 元朗區：八鄉；新田；十八鄉北 - 葵青區：葵涌北；葵涌南；葵涌西；大窩口；荔祖 - 中西區：西營盤西；堅尼地城東；西營盤東 - 灣仔區：灣仔東;灣仔西 - 東區：北角南；銅鑼灣東 - 南區：黃竹坑 - 九龍城區：馬頭圍；鶴園；九龍塘；海心 - 觀塘區：坪石及啟業；德福；樂華北；翠屏；秀茂坪北；秀茂坪南；油塘及四山；下牛頭角；樂華南；觀塘市中心北 - 旺角區：旺角北；旺角南 - 深水埗區：南昌北；南昌中 - 黃大仙區：黃大仙下邨；新蒲崗；橫頭磡及樂富；慈雲山西；慈雲山東；黃大仙上邨及鳳凰 - 油尖區：尖沙咀；油麻地北；渡船角 |              |
| 第四屆             | 1991年觀塘區議會順利選區補選               | 1991年4月21日               | |              |
| 第四屆             | 1992年沙田區議會源禾選區補選               | 1992年1月19日               | |              |
| 第四屆             | 1992年深水埗區議會白田選區補選             | 1992年5月24日               | |              |
| 第四屆             | 1992年屯門區議會大興選區補選               | 1992年10月11日              | |              |
| 第四屆             | 1993年沙田區議會王屋選區補選               | 1993年12月5日               | |              |
| 第五屆             | 1994年區議會選舉                           | 1994年9月18日               | 因候選人自動當選而不需進行投票的選區 - 中西區：寶翠 - 灣仔區：愛群 - 東區：柏架山；北角邨；鰂魚涌；耀東 - 南區：薄扶林；香田；石排灣；黃竹坑 - 油尖旺區：佐敦 - 深水埗區：清荔；澤安；蘇屋；李鄭屋 - 九龍城區：馬頭圍 - 黃大仙區：鳳凰；鑽石山；新蒲崗；黃大仙下邨(南)；橫頭磡；慈雲南；慈雲北；東頭 - 觀塘區：秀茂坪一；月華；協康；康樂；上牛頭角；中牛頭角 - 荃灣區：海濱；荃灣郊區 - 屯門區：友愛北；景峰；湖景；屯門鄉郊；良景；田景 - 元朗區：十八鄉北；新田；八鄉 - 北區：皇后山 - 大埔區：西貢北 - 西貢區：西貢離島 - 沙田區：沙田市中心；秦金；火炭；新田圍；田心 - 葵青區：葵芳 |              |
| 第五屆             | 1995年油尖旺區議會油麻地選區補選           | 1995年3月5日                | |              |
| 第五屆             | 1995年觀塘區議會下牛頭角選區補選           | 1995年3月5日                | |              |
| 第五屆             | 1995年葵青區議會荔華選區補選               | 1995年4月2日                | |              |
| 第五屆             | 1996年屯門區議會田景選區補選               | 1996年3月3日                | |              |
| 第五屆             | 1996年屯門區議會兆禧選區補選               | 1996年3月24日               | |              |
| 第五屆             | 1996年東區區議會錦屏選區補選               | 1996年3月31日               | |              |
| 第五屆             | 1997年黃大仙區議會新蒲崗選區補選           | 1997年1月5日                | |              |
| 第五屆             | 1997年大埔區議會船灣選區補選               | 1997年2月23日               | |              |
| 香港特別行政區時期 |                                            |                             | |              |
| 第一屆             | 1999年區議會選舉                           | 1999年11月28日              | 因候選人自動當選而不需進行投票的選區 - 中西區：大學；西環 - 灣仔區：軒尼詩；愛群；鵝頸;渣甸山；修頓 - 東區：太古城西；筲箕灣；寶馬山；和富；堡壘；錦屏；鰂魚涌；西灣河 - 南區：香港仔；鴨脷洲北；利東一；利東二；海怡西；薄扶林；田灣；黃竹坑 - 油尖旺區：渡船角；油麻地；旺角南；尖沙咀東 - 深水埗區：石硤尾 - 九龍城區：樂民；何文田；鶴園 - 黃大仙區：龍趣；東頭；東美；翠竹及鵬程；彩雲南 - 觀塘區：月華；協康；定安；淘大 - 荃灣區：祈德尊；綠楊 - 屯門區：友愛南；友愛北；翠興；三聖；蝴蝶；屯門鄉郊 - 元朗區：北朗；十八鄉北；耀祐；天耀；嘉湖南 - 大埔區：頌汀；林村谷；太和；西貢北 - 西貢區：坑口西；安康 - 沙田區：瀝源；乙明；秦金；穗禾；曾大屋；美田；田心 - 葵青區：葵興；新石籬；大白田；華峰；祖堯；荔景；青衣南 - 離島區：南丫及蒲台；長洲南；長洲北                           |              |
| 第一屆             | 2000年北區區議會鳳翠選區補選               | 2000年7月23日               | |              |
| 第一屆             | 2002年九龍城區議會啟德選區補選             | 2002年11月3日               | |              |
| 第一屆             | 2003年九龍城區議會海心選區補選             | 2003年2月9日                | |              |
| 第一屆             | 2003年深水埗區議會美孚選區補選             | 2003年4月6日                | |              |
| 第一屆             | 2003年深水埗區議會麗閣選區補選             | 2003年8月3日                | |              |
| 第二屆             | 2003年區議會選舉                           | 2003年11月23日              | 因候選人自動當選而不需進行投票的選區 - 中西區：大學；西環 - 灣仔區：樂活 - 東區：鯉景灣；筲箕灣；阿公岩；環翠；城市花園；鰂魚涌；西灣河；上耀東；漁灣 - 南區：鴨脷洲邨；利東一；利東二；薄扶林；置富；黃竹坑 - 油尖旺區：大南；旺角東 - 深水埗區：長沙灣；南昌南；白田 - 黃大仙區：龍趣；東頭；東美；天強；竹園南；彩雲南 - 觀塘區：麗晶；景田；翠屏北；寶樂；協康；牛頭角；淘大 - 荃灣區：荃灣郊區西；荃灣郊區東 - 屯門區：屯門市中心；友愛南；友愛北；新墟；湖景；屯門鄉郊 - 元朗區：水邊；北朗；瑞愛；瑞華；嘉湖南；八鄉北 - 北區：聯和墟；沙打 - 大埔區：大埔滘；西貢北 - 西貢區：西貢市中心；西貢離島；坑口西；富裕 - 沙田區：瀝源；沙角；博康；乙明；秦豐；翠田；美田；新翠；松城 - 葵青區：麗瑤；荔景；長青；長康；青發 - 離島區：長洲南；長洲北                                          |              |
| 第二屆             | 2004年南區區議會田灣選區補選               | 2004年11月21日              | |              |
| 第二屆             | 2005年東區區議會堡壘選區補選               | 2005年3月6日                | |              |
| 第二屆             | 2005年深水埗區議會南昌中選區補選           | 2005年3月6日                | |              |
| 第二屆             | 2005年南區區議會鴨脷洲北選區補選           | 2005年3月20日               | |              |
| 第二屆             | 2005年觀塘區議會景田選區補選               | 2005年10月23日              | |              |
| 第二屆             | 2006年中西區區議會正街選區補選             | 2006年6月11日               | |              |
| 第二屆             | 2006年東區區議會翠灣選區補選               | 2006年9月10日               | |              |
| 第二屆             | 2007年沙田區議會錦英選區補選               | 2007年3月11日               | |              |
| 第二屆             | 2007年觀塘區議會啟業選區補選               | 2007年5月20日               | |              |
| 第二屆             | 2007年大埔區議會康樂園選區補選             | 2007年6月10日               | |              |
| 第二屆             | 2007年九龍城區議會紅磡灣選區補選           | 2007年7月29日               | |              |
| 第三屆             | 2007年區議會選舉                           | 2007年11月18日              | 因候選人自動當選而不需進行投票的選區 - 中西區：西環 - 東區：維園；堡壘；西灣河；佳曉 - 南區：華富一；田灣 - 深水埗區：美孚北；下白田 - 黃大仙區：龍趣；龍上；新蒲崗；橫頭磡；翠竹及鵬程 - 觀塘區：啟業；安利；廣德；油塘西；景田；牛頭角 - 荃灣區：愉景；荃灣郊區東 - 屯門區：翠興；景興 - 元朗區：新田 - 大埔區：大埔滘；太和；康樂園 - 西貢區：西貢市中心；西貢離島；坑口東；坑口西；寶林；富藍 - 沙田區：沙角；秦豐；田心；廣源 - 葵青區：長青；青發 - 離島區：南丫及蒲台 |              |
| 第三屆             | 2008年油尖旺區議會佐敦東選區補選           | 2008年10月5日               | |              |
| 第三屆             | 2008年黃大仙區議會慈雲西選區補選           | 2008年11月30日              | |              |
| 第三屆             | 2009年沙田區議會大圍選區補選               | 2009年3月29日               | |              |
| 第三屆             | 2009年灣仔區議會鵝頸選區補選               | 2009年6月21日               | |              |
| 第三屆             | 2009年葵青區議會葵盛東邨選區補選           | 2009年9月6日                | |              |
| 第三屆             | 2010年南區區議會薄扶林選區補選             | 2010年9月5日                | |              |
| 第三屆             | 2011年元朗區議會十八鄉北選區補選           | 2011年6月26日               | |              |
| 第三屆             | 2011年荃灣區議會福來選區補選               | 2011年7月24日               | |              |
| 第四屆             | 2011年區議會選舉                           | 2011年11月6日               | 因候選人自動當選而不需進行投票的選區 - 東區：愛秩序灣；小西灣；環翠；柏架山；寶馬山；炮台山；維園；和富；堡壘；錦屏；健康村；鰂魚涌；上耀東；漁灣 - 南區：香港仔；鴨脷洲邨；置富；田灣 - 油尖旺區：富柏 - 深水埗區：長沙灣 - 九龍城區：樂民；九龍塘 - 黃大仙區：龍趣；東頭；樂富；翠竹及鵬程；正愛；慈雲東 - 觀塘區：啟業；順天；雙順；安利；寶達；廣德；平田；麗港城；淘大； - 荃灣區：荃威；荃灣郊區東；石圍角 - 屯門區：景興；湖景；屯門鄉郊 - 元朗區：十八鄉北；屏山北；廈村；瑞愛；天恒；天耀；嘉湖南；錦綉花園；錦田 - 大埔區：頌汀；廣福及寶湖；宏福；大埔滘；康樂園 - 西貢區：西貢市中心；白沙灣；坑口東；坑口西；維都；富藍 - 沙田區：禾輋邨；王屋；下城門；駿馬；富龍；廣源 - 葵青區：華麗；荔景；青衣南；長安 - 離島區：長洲北                                                        |              |
| 第四屆             | 2012年沙田區議會鞍泰選區補選               | 2012年11月4日               | |              |
| 第四屆             | 2013年沙田區議會田心選區補選               | 2013年3月10日               | |              |
| 第四屆             | 2013年觀塘區議會坪石選區補選               | 2013年5月26日               | |              |
| 第四屆             | 2013年油尖旺區議會京士柏選區補選           | 2013年10月27日              | |              |
| 第四屆             | 2014年南區區議會海怡西選區補選             | 2014年3月23日               | |              |
| 第四屆             | 2014年離島區議會東涌北選區補選             | 2014年4月27日               | |              |
| 第四屆             | 2014年東區區議會南豐選區補選               | 2014年5月18日               | |              |
| 第四屆             | 2014年離島區議會坪洲及喜靈洲選區補選       | 2014年9月7日                | |              |
| 第四屆             | 2015年大埔區議會新富選區補選               | 2015年7月19日               | |              |
| 第五屆             | 2015年區議會一般選舉                       | 2015年11月22日              | 因候選人自動當選而不需進行投票的選區 - 灣仔區：維園；銅鑼灣 - 東區：欣藍；柏架山；寶馬山；炮台山；城市花園；和富；堡壘；錦屏；健康村；上耀東 - 南區：鴨脷洲邨；田灣；石漁 - 油尖旺區：佐敦西；旺角西；旺角南 - 九龍城區：太子；九龍塘；家維 - 黃大仙區：橫頭磡；正安 - 觀塘區：觀塘中心；九龍灣；坪石；雙彩；雙順；秀茂坪北；秀茂坪中；廣德；油塘東；油塘西；淘大 - 荃灣區：德華；福來 - 屯門區：翠興；景興；龍門 - 元朗區：水邊；十八鄉東；十八鄉中；十八鄉西；屏山南；屏山中；悅恩；宏逸；錦田 - 北區：欣盛；盛福；清河；皇后山 - 大埔區：大埔滘；太和；船灣 - 西貢區：西貢離島；德明 - 沙田區：第一城；愉城；田心；愉欣 - 葵青區：荔華；荔景；偉盈；長康 - 離島區：坪洲及喜靈洲；南丫及蒲台                                                                                                   |              |
| 第五屆             | 2017年中西區區議會山頂選區及東華選區補選   | 2017年11月26日              | |              |
| 第五屆             | 2018年東區區議會佳曉選區補選               | 2018年6月10日               | |              |
| 第五屆             | 2019年油尖旺區議會大南選區補選             | 2019年3月24日               | |              |
| 第五屆             | 2019年元朗區議會十八鄉西選區及新田選區補選 | 2019年7月14日               | 因候選人自動當選而不需進行投票的選區 - 元朗區：十八鄉西 |              |
| 第六屆             | 2019年區議會一般選舉                       | 2019年11月24日              | 該次選舉是首次沒有候選人自動當選的一般選舉，所有選區均有競逐。 |              |
| 第七屆             | 2023年區議會一般選舉                       | 2023年12月10日              | 投票時間為上午8時30分至午夜12時（地方選區）／ 上午8時30分至下午2時30分（地區委員會）。 |              |

## 區議會主席
2023年前，按《區議會條例》（第547章）第62(1)條規定，區議會須在其於每屆一般選舉之後所舉行的首次會議上，從其議員中選出主席及副主席。2024年起，改革後由當區民政事務專員（政務主任職系或行政主任職系的首長級公務員）兼任區議會主席，不設副主席。

### 民政事務專員兼區議會主席列表
| 地方行政區 | 民政事務專員 | 任期開始      | 備註 |
| ---------- | ------------ | ------------- | ---- |
| 中西區     | 鄭建瑩       | 2025年2月13日 |      |
| 灣仔區     | 張雁伶       | 2024年1月1日  |      |
| 東區       | 黎旨軒       | 2025年4月22日 |      |
| 南區       | 張佩珊       | 2025年3月10日 |      |
| 油尖旺區   | 余健強       | 2024年1月1日  |      |
| 深水埗區   | 王浩宇       | 2025年6月20日 |      |
| 九龍城區   | 蔣志豪       | 2025年1月25日 |      |
| 黃大仙區   | 胡鉅華       | 2024年1月1日  |      |
| 觀塘區     | 何立基       | 2024年1月1日  |      |
| 荃灣區     | 區家盛       | 2024年1月1日  |      |
| 屯門區     | 關可臨       | 2024年1月1日  |      |
| 元朗區     | 胡天祐       | 2024年1月1日  |      |
| 北區       | 卓穎然       | 2025年7月21日 |      |
| 大埔區     | 陳巧敏       | 2024年1月1日  |      |
| 西貢區     | 馬瓊芬       | 2024年1月1日  |      |
| 沙田區     | 余懷誠       | 2024年1月1日  |      |
| 葵青區     | 梁乘龍       | 2025年8月11日 |      |
| 離島區     | 楊蕙心       | 2024年1月1日  |      |

## 紀錄及統計

### 人數及性別分布
以下列出自香港主權移交後首次區議會選舉（即1999年香港區議會選舉）起至今，現任或前任不同類別議席的總人數及性別分佈。由於一人可能同時或不同時擁有超過一種身份，故此不同身份的統計數字並不能相加。
| 議席     | 現任或前任該類議席的總人數 | 現任或前任該類議席的總人數 | 現任或前任該類議席的總人數 |
| 議席     | 男性                       | 女性                       | 總人數                     |
| -------- | -------------------------- | -------------------------- | -------------------------- |
| 主席     | 65                         | 8                          | 73                         |
| 副主席   | 76                         | 9                          | 85                         |
| 民選議員 |                            |                            |                            |
| 委任議員 |                            |                            |                            |
| 當然議員 |                            | 2                          |                            |
| 所有議員 |                            |                            |                            |

- 女性議員比例高過男性議員的區議會：
  - 2016-2019年度及2020-2023年度灣仔區議會（兩屆會期皆共13名議員中，當中有7名為女性議員）
- 首批女性當然議員：
  - 陳月明、黃秋萍（皆由2019年4月起，分別循打鼓嶺區鄉事委員會主席及東涌鄉事委員會主席身份，出任北區區議會及離島區議會當然議員）
- 歷來曾同時出任立法會議員以及區議會議員的人士（俗稱「雙料議員」）[a] [b]：57人
  - 許智峯、張國鈞、甘乃威、陳淑莊、葉國謙、郭家麒、何秀蘭、謝偉俊、郭偉強、邵家輝、王國興、鍾樹根、蔡素玉、區諾軒、楊孝華、涂謹申、鄭泳舜、馮檢基、李慧琼、梁美芬、胡志偉、陳婉嫻、譚香文、柯創盛、何啟明、陳鑑林、田北辰、陳恆鑌、陳偉業、劉業強、何君堯、劉皇發、何俊仁、鄺俊宇、陸頌雄、梁志祥、林卓廷、劉國勳、黃成智、鄭家富、張學明、黃容根、李國英、范國威、葛珮帆、劉江華、林大輝、梁耀忠、尹兆堅、單仲偕、麥美娟、李永達、周浩鼎、鄧家彪、林偉強、田北俊、陳月明

### 紀錄
議會及選區
- 歷來最多議席的區議會：
  - 2000-2011年度沙田區議會（三屆任期內均有46席，包括36席民選議席，9席委任議席及1席當然議席）
  - 2008-2011年度東區區議會（共有46席，包括37席民選議席及9席委任議席）
- 歷來最多民選議席的區議會：
  - 2020-2023年度沙田區議會（共有41席）
- 歷來最少議席的區議會：
  - 1994-1997年度及2024-2027年度灣仔區議會（只有10席，1994-1997年度全屬民選議席，2024-2027年度包括2席民選議席、4席間選議席及4席委任議席）
- 歷來最少民選議席的區議會：
  - 2024-2027年度灣仔區議會、離島區議會（只有2席）
- 由單一政治陣營全面控制的區議會[a]：
  - 2020-2023年度黃大仙區議會（全數共25席議席均由民主派人士出任）
  - 2020-2023年度元朗區議會（在2021年10月21日張秀賢辭任後，全數共11席議席均由建制派人士出任）

- 政治陣營分佈最懸殊的區議會[a]：
  - 2004-2007年度離島區議會（全數共20席議席中，只得1席由民主派人士出任，其餘所有議席均由建制派人士出任）
  - 2012-2015年度北區區議會（全數共24席議席中，只得1席由民主派人士出任，其餘所有議席均由建制派人士出任）
  - 2020-2023年度中西區區議會（全數共15席議席中，只得1席由建制派人士出任，其餘所有議席均由民主派人士出任）
  - 2020-2023年度灣仔區議會（在9月10日第一批區議員宣誓後共5席議席中，只得1席由民主派人士出任，其餘所有議席均由建制派人士出任）
  - 2020-2023年度南區區議會（在9月10日第一批區議員宣誓後共3席議席中，只得1席由民主派人士出任，其餘所有議席均由建制派人士出任）
  - 2020-2023年度九龍城區議會（在9月24日第二批區議員宣誓後共12席議席中，只得1席由民主派人士出任，其餘所有議席均由建制派人士出任）

- 政治陣營分佈最均等的區議會[a]：
  - 2004-2007年度灣仔區議會（全數共14席議席中，建制派和民主派雙方均各佔7席）
  - 2008-2011年度深水埗區議會（全數共26席議席中，建制派和民主派雙方均各佔13席）
  - 2016-2019年度深水埗區議會（全數共23席議席中，除其中1席由在當屆會期期間從建制派陣營轉投至民主派陣營的人士出任外，其餘議席建制派及民主派雙方均各佔11席）
  - 2020-2023年度南區區議會（在區議員辭職潮後至9月10日第一批區議員宣誓前共4席議席中，建制派和民主派雙方均各佔2席）
  - 2020-2023年度東區區議會（在9月10日第一批區議員宣誓後共6席議席中，建制派和民主派雙方均各佔3席）
  - 2020-2023年度深水埗區議會（在9月24日第二批區議員宣誓後共8席議席中，建制派和民主派雙方均各佔4席）
  - 2020-2023年度荃灣區議會（在10月8日第四批區議員宣誓後共8席議席中，建制派和民主派雙方均各佔4席）
- 議員更替次數最多的選區[c]：
  - 中西區山頂選區（於1994年至2023年共7屆會期期間，分別由6位不同人士出任該選區的議員）
- 議員更替次數最少的選區[c]（只限2023年任期屆滿時，區議員仍然在任的選區）：
  - 觀塘九龍灣
  - 荃灣梨木樹東
  - 屯門安定、景興
  - 葵青葵興

（上述各選區由1994年至2023年共7屆會期期間，皆由同一人出任該選區的議員）
- 更改選區次數最多的住宅大廈[a]：
  - 葵涌邨春葵樓、夏葵樓、秋葵樓及茵葵樓（於2003年選舉至2015年選舉期間共4屆選舉期間，先後經歷3次更改選區）
- 歷來最少民選議席同時在任的區議會：
  - 2020-2023年度黃大仙區議會（全數共25席議席中，2021年9月起只有兩名區議員同時在任）

議員
- 連續任期最長及總任期最長的議員（民選議席）：
  - 蘇炤成（1982年至2019年，共連任10屆）
  - 張永森（於1982年起出任深水埗區議會委任議員，並於1985年轉循同一區議會民選議席連任至2019年，共連任10屆）
  - 潘任惠珍、陳琬琛（1985年至2023年，共連任10屆）
- 連續任期最長及總任期最長的議員（非民選議席）：
  - 周玉堂（由1982年起循南丫島南段鄉事委員會主席身份出任離島區議會當然議員至今，共連任11屆）
- 連續任期最短及總任期最短的議員（民選議席）：
  - 郭永健 （於2015年大埔區議會新富選區補選中當選，任期由2015年7月20日至同年12月31日，只有165日）
- 區議會史上最年輕的議員：
  - 潘朗聰（1998年7月出生，於2020年1月以21歲之齡首次就任荃灣綠楊選區議員）
- 區議會史上離任時（或在任）最年長的議員（民選議席）：
  - 廖新業（1908 / 1909年出生，於1991年離任北區邊境中選區議員時為82歲）[48]
- 區議會史上離任時（或在任）最年長的議員（非民選議席）：
  - 劉焯榮（於2019年離任離島區議會大澳鄉事委員會當然議員時為82-83歲）[49]
- 任期最長的區議會主席：
  - 劉皇發（於1985年4月至2011年3月及2012年至2015年期間出任屯門區議會主席，共出任8屆）
- 任期最長的區議會副主席：
  - 彭長緯（於2000年至2019年期間出任沙田區議會副主席，共出任5屆）
- 任期最短的區議會主席：
  - 甘乃威（於2004年1月6日至同月9日期間出任中西區區議會主席，只有3日）
- 任期最短的區議會副主席：
  - 呂文光（於2021年5月28日至同年7月12日期間出任西貢區議會副主席，只有45日）

選舉
- 歷來得票數目最多的參選人：
  - 吳明欽（在1988年區議會選舉參選屯門大興雙議席選區時，獲得4,905票，而吳氏1985年區議會選舉參選同一選區的4,740票的得票記錄，至2011年區議會選舉由劉國勳於北區欣盛選區以4,791票看齊）
  - 鄭則文[c]（在2019年區議會選舉參選沙田恆安選區時，獲得6,824票）
  - 盧婉婷（在2023年區議會選舉參選葵青區青衣選區時，獲得22,775票）
- 歷來得票數目最少的參選人：
  - 蔡國雄（在1991年區議會選舉參選元朗元朗市南選區時，獲得6票）
- 歷來得票率最高的參選人：
  - 許德亮（在2007年區議會選舉參選油尖旺旺角西選區時，獲得94.84%得票率）
- 歷來得票率最低的參選人：
  - 周樂寧（在2019年區議會選舉參選元朗元龍選區時，獲得0.13%得票率）
- 歷來得票數目最少的當選人：
  - 溫悅球（在1982年區議會選舉參選西貢西貢離島選區時，以189票當選）
- 歷來得票率最低的當選人：
  - 宋冰冰[c]（在2023年區議會選舉參選北區蝴蝶山選區時，以13.22%得票率當選）
- 歷來得票數目最多的落選人：
  - 莫嘉傑（在2023年區議會選舉參選黃大仙黃大仙東選區時，獲得8,817票）
- 歷來得票率最高的落選人：
  - 羅庭輝（在2019年區議會選舉參選元朗屏山北選區時，獲得49.98%得票率）
- 得票差距最少的當選人：
  - 張錫容（在2005年南區鴨脷洲北選區補選時，與另一對手趙烱成獲得同樣票數且高於其餘對手，須透過抽籤決定當選人，最終勝出抽籤而當選）
  - 溫怡忠（在1999年區議會選舉參選西貢坑口東選區時，與另一對手劉偉章獲得同樣票數且高於其餘對手，須透過抽籤決定當選人，最終勝出抽籤而當選）
  - 蔡世傳（在2003年區議會選舉參選東區堡壘選區時，與唯一對手朱漢華相差1票）
- 得票差距最大的當選人：
  - 林頌鎧（在2019年區議會選舉參選屯門兆置選區時，與唯一對手王加良相差4,175票）
- 競爭最激烈的選區：
  - 1985年區議會選舉葵青葵涌東選區（共有8名候選人競逐2個議席）
  - 2007年區議會選舉油尖旺尖沙咀東選區[c]（共有7名候選人競逐議席）

### 自動當選紀錄
- 自動當選議席比率最高的會期：
  - 1991-1994年度（在1991年區議會選舉，全港共272個民選議席中，有81席自動當選，比率為29.78%）
- 自動當選議席比率最低的會期：
  - 2020-2027年度（在2019年區議會選舉及2023年區議會選舉，沒有民選議席由自動當選產生）
- 自動當選次數最多的議員：
  - 陳偉明 （在1988、1991及1994年選舉中循荃灣荃灣郊區選區、以及在2003、2007及2011年選舉中循荃灣荃灣郊區東選區自動當選，共6次自動當選）
- 連續自動當選次數最多的議員[c]：
  - 黃金池（在1999、2003、2007及2011年選舉中循黃大仙龍趣選區自動當選，共連續4次自動當選）
  - 陳笑權（在2003、2007、2011及2015年選舉中循大埔大埔滘選區自動當選，共連續4次自動當選）
- 自動當選次數最多的選區[c]：
  - 黃大仙龍趣選區（在1999、2003、2007及2011年選舉中均由黃金池自動當選，共連續4次出現自動當選）
  - 大埔大埔滘選區（在2003、2007、2011及2015年選舉中均由陳笑權自動當選，共連續4次出現自動當選）
  - 觀塘淘大選區、葵青荔景選區（均在1999、2003、2011及2015年選舉中，皆分別由葉興國及周奕希自動當選，共4次出現自動當選）

### 轉換選區及議席類別
自區議會全面實行單議席單票制（即1994年區議會選舉）起至今，先後共有59名議員曾成功轉換不同選區／議席類別連任或重返議會；其中有3名民選議員以及2名委任議員，曾在任期內因出任鄉事委員會主席而轉任為當然議員。
其中梁福元曾先後4度在民選議席與當然議席之間轉換議席類別，為歷來轉換選區／議席類別次數最多的區議員。
黃國桐則在香港主權移交前迄今，曾先後於3個區議會出任區議員，為歷來轉換區議會次數最多的區議員。
以下列表按有關議員現時或最近一次離任時所屬的區議會，並按議員離任時間由近至遠先後列出（離任後再循其他選區／議席類別重返議會的議員，亦計算在內）：
| 區議會   | 議員   | 首次就任的選區／議席類別                         | 第一次轉換選區／議席類別                         | 第二次轉換選區／議席類別                         | 第三次轉換選區／議席類別                         | 第四次轉換選區／議席類別 |
| -------- | ------ | ------------------------------------------------ | ------------------------------------------------ | ------------------------------------------------ | ------------------------------------------------ | ------------------------ |
| 中西區   | 葉永成 | 委任議員 （2008-2015年）                         | 寶翠選區 （2016-2019年）                         | 委任議員 （2024-2027年）                         |                                                  |                          |
| 中西區   | 楊哲安 | 山頂選區 （2017-2023年）                         | 委任議員 （2024-2027年）                         |                                                  |                                                  |                          |
| 中西區   | 李志恒 | 正街選區 （2006-2019年）                         | 地區委員會界別議員 （2024-2027年）               |                                                  |                                                  |                          |
| 中西區   | 楊學明 | 水街選區 （2016-2019年）                         | 地區委員會界別議員 （2024-2027年）               |                                                  |                                                  |                          |
| 中西區   | 楊開永 | 觀龍選區 （2016-2019年）                         | 地區委員會界別議員 （2024-2027年）               |                                                  |                                                  |                          |
| 灣仔區   | 孫啟昌 | 鵝頸選區 （1994-2003年）                         | 委任議員 （2008-2015年）                         |                                                  |                                                  |                          |
| 灣仔區   | 李碧儀 | 修頓選區 （2008-2023年）                         | 灣仔選區 （2024-2027年）                         |                                                  |                                                  |                          |
| 灣仔區   | 林偉文 | 渣甸山選區 （2016-2023年）                       | 地區委員會界別議員 （2024-2027年）               |                                                  |                                                  |                          |
| 灣仔區   | 李文龍 | 天后選區 （2012-2019年）                         | 地區委員會界別議員 （2024-2027年）               |                                                  |                                                  |                          |
| 東區     | 王國興 | 和富選區 （1994-2007年）                         | 小西灣選區 （2016-2019年）                       |                                                  |                                                  |                          |
| 東區     | 丁毓珠 | 康山選區 （1994-1999年）                         | 委任議員 （2000-2011年）                         |                                                  |                                                  |                          |
| 東區     | 阮建中 | 寶馬山選區 （2020-2023年）                       | 太北選區 （2024-2027年）                         |                                                  |                                                  |                          |
| 東區     | 李清霞 | 柏架山選區 （2020-2023年）                       | 康灣選區 （2024-2027年）                         |                                                  |                                                  |                          |
| 東區     | 丁江浩 | 鰂魚涌選區 （2008-2019年）                       | 太北選區 （2024-2027年）                         |                                                  |                                                  |                          |
| 東區     | 何毅淦 | 杏花邨選區 （2012-2019年）                       | 柴灣選區 （2024-2027年）                         |                                                  |                                                  |                          |
| 東區     | 植潔鈴 | 佳曉選區 （2018-2019年）                         | 柴灣選區 （2024-2027年）                         |                                                  |                                                  |                          |
| 東區     | 王志鍾 | 下耀東選區 （2016-2019年）                       | 地區委員會界別議員 （2024-2027年）               |                                                  |                                                  |                          |
| 東區     | 洪連杉 | 堡壘選區 （2005-2019年）                         | 委任議員 （2024-2027年）                         |                                                  |                                                  |                          |
| 東區     | 鄭志成 | 健康村選區 （2008-2019年）                       | 委任議員 （2024-2027年）                         |                                                  |                                                  |                          |
| 東區     | 劉慶揚 | 興民選區 （2012-2019年）                         | 委任議員 （2024-2027年）                         |                                                  |                                                  |                          |
| 東區     | 林心亷 | 筲箕灣選區 （2016-2019年）                       | 委任議員 （2024-2027年）                         |                                                  |                                                  |                          |
| 南區     | 楊位款 | 中西區堅摩選區 （1994-2007年）                   | 委任議員 （2012-2015年）                         |                                                  |                                                  |                          |
| 南區     | 馬月霞 | 黃竹坑選區 （1988-1999年、2004-2007年）          | 石漁選區 （2008-2011年）                         |                                                  |                                                  |                          |
| 油尖旺區 | 涂謹申 | 富榮選區 （2000-2007年）                         | 奧運選區 （2012-2021年）                         |                                                  |                                                  |                          |
| 油尖旺區 | 林健文 | 九龍城海心選區 （2004-2007年）                   | 京士柏選區 （2013-2015年）                       | 油麻地北選區 （2016-2023年）                     |                                                  |                          |
| 油尖旺區 | 孔昭華 | 尖沙咀西選區 （2008-2019年）                     | 九龍站選區 （2020-2023年）                       |                                                  |                                                  |                          |
| 油尖旺區 | 高寶齡 | 觀塘區委任議員 （1998-2007年）                   | 委任議員 （2008-2015年）                         |                                                  |                                                  |                          |
| 深水埗區 | 譚國僑 | 澤安選區 （1994-2003年）                         | 石硤尾選區 （2004-2007年）                       | 石硤尾及南昌東選區 （2008-2011年）               | 南山、大坑東及大坑西選區 （2015-2021年）         |                          |
| 深水埗區 | 陳偉明 | 蘇屋選區 （2000-2011年）                         | 元州及蘇屋選區 （2012-2019年）                   |                                                  |                                                  |                          |
| 深水埗區 | 覃德誠 | 元州選區 （2004-2011年）                         | 幸福選區 （2012-2015年）                         | 荔枝角北選區 （2016-2023年）                     |                                                  |                          |
| 深水埗區 | 黃達東 | 委任議員 （2008-2011年）                         | 美孚南選區 （2012-2019年）                       |                                                  |                                                  |                          |
| 深水埗區 | 馮檢基 | 石硤尾選區 （2000-2003年）                       | 麗閣選區 （2004-2015年）                         |                                                  |                                                  |                          |
| 深水埗區 | 秦寶山 | 油尖旺大角咀選區 （2003-2007年）                 | 石硤尾及南昌東選區 （2012-2015年）               |                                                  |                                                  |                          |
| 深水埗區 | 郭振華 | 委任議員 （1997-2007年）                         | 又一村選區 （2008-2015年）                       |                                                  |                                                  |                          |
| 深水埗區 | 陳鏡秋 | 委任議員 （2004-2011年）                         | 李鄭屋選區 （2012-2015年）                       |                                                  |                                                  |                          |
| 深水埗區 | 黎慧蘭 | 麗閣選區 （2003年）                              | 富昌選區 （2004-2011年）                         |                                                  |                                                  |                          |
| 深水埗區 | 鄒穎恆 | 幸福選區 （2016-2019年）                         | 碧匯選區 （2020-2021年）                         |                                                  |                                                  |                          |
| 九龍城區 | 黃國桐 | 黃大仙彩雲東選區 （2004-2015年）                 | 太子選區 （2020-2023年）                         |                                                  |                                                  |                          |
| 九龍城區 | 任國棟 | 紅磡選區 （2008-2015年）                         | 紅磡灣選區 （2020-2021年）                       |                                                  |                                                  |                          |
| 黃大仙區 | 莫嘉嫻 | 九龍城馬頭圍選區 （2000-2015年）                 | 瓊富選區 （2020-2021年）                         |                                                  |                                                  |                          |
| 黃大仙區 | 廖成利 | 九龍城啟德選區 （2002-2011年）                   | 彩雲東選區 （2020-2023年）                       |                                                  |                                                  |                          |
| 黃大仙區 | 陳利成 | 彩雲南選區 （1994-2011年）                       | 彩雲西選區 （2020-2021年）                       |                                                  |                                                  |                          |
| 黃大仙區 | 李德康 | 翠竹及鵬程選區 （1994-2003年）                   | 東頭選區 （2008-2019年）                         |                                                  |                                                  |                          |
| 觀塘區   | 陳汶堅 | 德田選區 （1994-2007年）                         | 興田選區 （2008-2019年）                         | 栢雅選區 （2020-2021年）                         |                                                  |                          |
| 觀塘區   | 陳耀雄 | 委任議員 （2012-2015年）                         | 秀茂坪南選區 （2016-2023年）                     | 委任議員 （2024-2027年）                         |                                                  |                          |
| 觀塘區   | 陳振彬 | 委任議員 （2000-2011年）                         | 協康選區 （2012-2019年）                         |                                                  |                                                  |                          |
| 觀塘區   | 郭必錚 | 順天西選區 （1994-2003年）                       | 順天選區 （2008-2015年）                         |                                                  |                                                  |                          |
| 觀塘區   | 陳鑑林 | 中牛頭角選區 （1994-1999年）                     | 坪石選區 （2000-2007年）                         |                                                  |                                                  |                          |
| 觀塘區   | 吳重德 | 葵青石蔭選區 （1994-1999年）                     | 景田選區 （2000-2005年）                         |                                                  |                                                  |                          |
| 荃灣區   | 陳偉業 | 福來選區 （1991-1999年）                         | 麗興選區 （2000-2011年）                         |                                                  |                                                  |                          |
| 荃灣區   | 許昭輝 | 象山選區 （1994-1999年）                         | 委任議員 （2008-2011年）                         |                                                  |                                                  |                          |
| 屯門區   | 馬旗   | 深水埗荔枝角選區 （1994-2003年）                 | 掃管笏選區 （2020-2021年）                       |                                                  |                                                  |                          |
| 屯門區   | 劉業強 | 委任議員 （2000-2011年）                         | 當然議員（屯門鄉事委員會主席） （2016-2027年）   |                                                  |                                                  |                          |
| 屯門區   | 何君堯 | 當然議員（屯門鄉事委員會主席） （2011-2015年）   | 樂翠選區 （2016-2019年）                         |                                                  |                                                  |                          |
| 屯門區   | 劉皇發 | 當然議員（屯門鄉事委員會主席） （1982-2011年）   | 委任議員 （2012-2015年）                         | 當然議員（屯門鄉事委員會主席） （2015-2016年）   |                                                  |                          |
| 屯門區   | 程志紅 | 良景選區 （2000-2019年）                         | 地區委員會界別議員 （2024-2027年）               |                                                  |                                                  |                          |
| 屯門區   | 甘文鋒 | 富新選區 （2016-2019年）                         | 地區委員會界別議員 （2024-2027年）               |                                                  |                                                  |                          |
| 屯門區   | 曾憲康 | 友愛南選區 （2012-2019年）                       | 地區委員會界別議員 （2024-2027年）               |                                                  |                                                  |                          |
| 屯門區   | 巫成鋒 | 兆康選區 （2016-2019年）                         | 委任議員 （2024-2027年）                         |                                                  |                                                  |                          |
| 屯門區   | 陳文偉 | 富泰選區 （2008-2019年）                         | 地區委員會界別議員 （2024-2027年）               |                                                  |                                                  |                          |
| 屯門區   | 陳有海 | 大興南選區 （1994-2003年）                       | 景興選區 （2004-2023年）                         | 委任議員 （2024-2027年）                         |                                                  |                          |
| 屯門區   | 徐帆   | 興澤選區 （2000-2019年）                         | 屯門西選區 （2024-2027年）                       |                                                  |                                                  |                          |
| 屯門區   | 陳文華 | 大興北選區 （1994-1999年）                       | 建生選區 （2004-2019年）                         |                                                  |                                                  |                          |
| 屯門區   | 雲天壯 | 委任議員 （2008-2015年）                         | 委任議員 （2024-2027年）                         |                                                  |                                                  |                          |
| 屯門區   | 葉文斌 | 兆翠選區 （2016-2019年）                         | 屯門東選區 （2024-2027年）                       |                                                  |                                                  |                          |
| 屯門區   | 蘇嘉雯 | 寶田選區 （2011-2023年）                         | 屯門北選區 （2024-2027年）                       |                                                  |                                                  |                          |
| 屯門區   | 賴嘉汶 | 欣田選區 （2020-2023年）                         | 屯門北選區 （2024-2027年）                       |                                                  |                                                  |                          |
| 元朗區   | 程振明 | 當然議員（十八鄉鄉事委員會主席） （2007-2011年） | 十八鄉南／十八鄉西選區 （2012-2019年）           | 當然議員（十八鄉鄉事委員會主席） （2019-2027年） |                                                  |                          |
| 元朗區   | 梁福元 | 十八鄉南選區 （1994-2003年）                     | 當然議員（十八鄉鄉事委員會主席） （2003-2007年） | 十八鄉北選區 （2008-2011年）                     | 當然議員（十八鄉鄉事委員會主席） （2011-2019年） | 十八鄉西選區 （2019年）  |
| 元朗區   | 梁明堅 | 十八鄉中選區 （2016-2019年）                     | 元朗鄉郊東選區 （2024-2027年）                   |                                                  |                                                  |                          |
| 元朗區   | 湛家雄 | 嘉湖南選區 （1994-2019年）                       | 委任議員 （2024-2027年）                         |                                                  |                                                  |                          |
| 元朗區   | 王威信 | 委任議員 （2008-2015年）                         | 元龍選區 （2016-2019年）                         |                                                  |                                                  |                          |
| 元朗區   | 莊健成 | 委任議員 （2008-2015年）                         | 委任議員 （2024-2027年）                         |                                                  |                                                  |                          |
| 元朗區   | 林添福 | 十八鄉南選區 （2004-2011年）                     | 委任議員 （2024-2027年）                         |                                                  |                                                  |                          |
| 北區     | 藍偉良 | 御太選區 （2008-2011年）                         | 清河選區 （2012-2019年）                         |                                                  |                                                  |                          |
| 北區     | 葉曜丞 | 委任議員 （2002-2007年）                         | 祥華選區 （2008-2015年）                         |                                                  |                                                  |                          |
| 北區     | 黃成智 | 天平東選區 （2000-2003年）                       | 石湖墟選區 （2008-2011年）                       |                                                  |                                                  |                          |
| 大埔區   | 區鎮樺 | 廣福選區 （2004-2007年）                         | 大埔中選區 （2011-2021年）                       |                                                  |                                                  |                          |
| 大埔區   | 黃碧嬌 | 宏福選區 （2004-2015年）                         | 廣福及寶湖選區 （2016-2019年）                   | 大埔南選區 （2024-2027年）                       |                                                  |                          |
| 大埔區   | 張學明 | 委任議員 （2007-2015年）                         | 當然議員（大埔鄉事委員會主席） （2015-2019年）   |                                                  |                                                  |                          |
| 大埔區   | 文春輝 | 康樂園選區 （2000-2007年）                       | 當然議員（大埔鄉事委員會主席） （2007-2015年）   |                                                  |                                                  |                          |
| 西貢區   | 周賢明 | 頌安選區 （1994-1999年）                         | 安康選區 （2000-2003年）                         | 環保選區 （2004-2007年）                         | 南安選區 （2008-2023年）                         |                          |
| 西貢區   | 方國珊 | 委任議員 （2008-2011年）                         | 環保選區 （2012-2015年）                         | 環保北選區 （2016-2023年）                       | 西貢及坑口選區 （2024-2027年）                   |                          |
| 西貢區   | 陳博智 | 委任議員 （2012-2015年）                         | 富藍選區 （2016-2019年）                         | 大埔區委任議員 （2024-2027年）                   |                                                  |                          |
| 沙田區   | 丁仕元 | 耀安選區 （2004-2007年）                         | 錦英選區 （2016-2021年）                         |                                                  |                                                  |                          |
| 沙田區   | 湯寶珍 | 富寶選區 （1994-1999年）                         | 錦英選區 （2008-2015年）                         |                                                  |                                                  |                          |
| 沙田區   | 劉江華 | 秦金選區 （1994-2003年）                         | 田心選區 （2012年）                              |                                                  |                                                  |                          |
| 葵青區   | 吳劍昇 | 葵涌邨選區 （1994-1999年）                       | 興芳選區 （2000-2019年）                         | 葵聯選區 （2020-2021年）                         |                                                  |                          |
| 葵青區   | 單仲偕 | 葵華／華峰選區 （1994-2003年）                   | 華麗選區 （2020-2021年）                         |                                                  |                                                  |                          |
| 葵青區   | 麥美娟 | 委任議員 （1993-1994年）                         | 亨偉／偉海／偉盈選區 （1994-2019年）             |                                                  |                                                  |                          |
| 葵青區   | 林翠玲 | 委任議員 （2008-2015年）                         | 青發選區 （2016-2019年）                         | 委任議員 （2024-2027年）                         |                                                  |                          |
| 葵青區   | 羅競成 | 翠怡選區 （2000-2003年）                         | 長安選區 （2008-2019年）                         |                                                  |                                                  |                          |
| 離島區   | 余漢坤 | 委任議員 （2008-2015年）                         | 大嶼山選區 （2016-2023年）                       |                                                  |                                                  |                          |
| 離島區   | 徐生雄 | 葵青大白田選區 （1994-2015年）                   | 東涌北選區 （2020-2021年）                       |                                                  |                                                  |                          |
| 離島區   | 周浩鼎 | 委任議員 （2012-2015年）                         | 東涌南選區 （2016-2019年）                       |                                                  |                                                  |                          |

### 離任原因
自香港主權移交後首次區議會選舉（即1999年香港區議會選舉）起至今，先後有  名已離任的區議員，他們最後的離任原因包括：
- 民選議員任期屆滿後沒有角逐連任：人
- 當然議員於所屬鄉事委員會換屆時未有續任鄉事委員會主席：32人
- 委任議員已連續做滿兩屆或以上區議會後，沒有再被政府委任；或委任議員於第四屆委任議員任期結束，沒有角逐連任：人
- 任期屆滿後角逐連任失敗：人；當中：
  - 民選議員於同一區議會同一選區角逐連任失敗：人
  - 民選議員轉往同一區議會另一選區角逐連任失敗：人
  - 委任議員轉往同一區議會民選議員角逐連任失敗：人
  - 民選議員轉往另一區議會另一選區角逐連任失敗：人
  - 委任議員轉往另一區議會民選議員角逐連任失敗：人
  - 委任議員只做了一屆區議會，沒有再被政府委任（不包括第四屆區議會的委任議員）：人
  - 因當然議員與民選議員/委任議員任期不同，所產生的轉換不屬於角逐連任
- 於換屆選舉中已報名競逐連任，但最終退選：2人（陳達強、陳國強）

- 任期內自行辭退：
  - 因獲委任為特區政府官員而辭退：6人（劉江華、陳岳鵬、陳百里、馮煒光、陳浩濂、蕭嘉怡）
  - 以下原因的自行辭退全數於第6屆任期內發生，共有252人，當中
    - 因反對特區政府於2021年7月起推動修例要求區議員必須進行就職宣誓之措施，無意於屆時遵從有關措施；或因為2020年立法會選舉被確認為不符合資格而被裁定提名無效，不會獲得就職宣誓的機會；或有感於2021年起香港政治環境之變化（包括特區政府推行完善選舉制度、要求區議員必須進行宣誓等），認為在這些情況下自己的議員職務難以有所發揮並對議會前景感到意興闌珊，故在修例生效或宣誓前后自行辭退：24人
    - 因香港民主派初選大搜捕事件而被還押，認為自己因長期還押候審而無法繼續履行議員職務，故自行辭退：11人
    - 因有消息指政府可能追討不符合宣誓資格者上任後所有薪津，故在政府作決定前自行辭退：217人

- 喪失議員資格：
  - 被法庭裁定當選無效：6人（蔡世傳、袁貴才、梁偉權、洪駿軒、李軒朗、楊家安）
  - 因被法庭定罪而被判監禁超過3個月（不論獲判緩刑與否）：12人（黃仲棋、戴遠名、方鎮邦、李繼雄、梁廣昌、林悅、羅舜泉、文光明、羅錦輝、梁耀忠、單仲偕、梁錦威）
  - 因被法庭裁定違反《選舉(舞弊及非法行為)條例》、《防止賄賂條例》或根據《選舉管理委員會條例》訂立並正有效的規例所訂明的任何罪行罪成：2人（苗華振、黃國雄）
  - 因連續缺席區議會大會4個月或連續3次缺席區議會大會，而未獲所屬區議會批准：7人（曾有發、吳重德、馮競文、梁淑楨、許智峯、李家偉、黃凱盈）
  - 因被法庭頒布破產令：2人（楊祥利、藍國賢）
  - 以下原因被的政府判定喪失議員資格全數於第6屆任期內發生，共有58人，當中
    - 因曾被選舉主任裁定不符合有關擁護《基本法》、效忠香港特別行政區的聲明要求：2人（岑敖暉、袁嘉蔚）[50]
    - 因拒絕宣誓效忠香港特別行政區、擁護《基本法》：6人（蔡志強、李文浩、潘智鍵、王德源、李頌慈、郭子健）
    - 因曾作出不屬效忠香港特別行政區或擁護《基本法》的行為，例如參與民主派初選或展示「光時」字句，在完成宣誓後，被政府認定無效宣誓者：50人

- 任期內逝世：22人（曾連、張根貴、李克彬、梁庭、朱初昇、麥勁麟、黃敬祥、陳桂生、梁耀祖、歐玉霞、劉運喜、方俊鎮、劉志榮、譚月萍、趙葭甫、吳錦泉、安慶英、林翠蓮、莊永燦、曾秀好、文美桂、郭永昌）

### 非正常離任及補選
自香港主權移交後首次區議會選舉（即1999年香港區議會選舉）起至2019年香港區議會選舉期間，先後有51名議員於正常任期結束前非正常離任。
當中有39名民選議員曾以補選方式當選（其中3人為承接原任轉任民選議員轉任為當然議員所產生的議席空缺）、4名委任議員因填補原有委任議席空缺而獲政府委任。
因各鄉事委員會均在區議會換屆選舉年的4月1日換屆，故此各當然議員的區議員任期與其鄉事委員會主席的任期之間出現差距；有32名當然議員因未有在其所屬的鄉事委員會換屆時續任主席，而在區議會任期內離任，由於這項属於正常離任，所以不計算為非正常離任類別。
除此之外，有2席民選議席，因議員離任後剩餘任期短於《區議會條例》所訂明的限期，而未有舉行補選填補議席空缺；亦有4席委任議席在有關議員非正常離任或轉任為當然議員後，政府未有在剩餘任期內委任另一位議員填補議席空缺。
另外第6屆區議會共有319名民選議員於正常任期結束前因不同原因非正常離任，而且剩餘任期均較《區議會條例》所訂明的補選最低時間為長，政府卻沒有在整段任期期間安排任何補選。

### 重返區議會
自香港主權移交後首次區議會選舉（即1999年香港區議會選舉）起至今，先後有110名議員由於不同原因而失去區議會議席後，在其後的選舉再次當選為民選議員、獲政府委任為議員或循出任鄉事委員會主席一職成為當然議員。
以下列表按有關議員現時或最近一次就任時所屬的區議會，並按首次重返議會時間及失去議席時間由近至遠排序列出：
| 區議會   | 議員   | 原有議席                                                                               | 失去議席原因                                                              | 重返議席                                                                                |
| -------- | ------ | -------------------------------------------------------------------------------------- | ------------------------------------------------------------------------- | --------------------------------------------------------------------------------------- |
| 中西區   | 楊浩然 | 寶翠選區 （2003-2011年）                                                               | 於2011年選舉中在同一選區競逐連任失敗                                      | 寶翠選區 （2020-2023年）                                                                |
| 中西區   | 葉國謙 | 觀龍選區 （1994-2003年）                                                               | 於2003年選舉中在同一選區競逐連任失敗                                      | 觀龍選區 （2008-2015年）                                                                |
| 灣仔區   | 孫啟昌 | 鵝頸選區 （1994-2003年）                                                               | 於2003年選舉中在同一選區競逐連任失敗                                      | 委任議員 （2008-2015年）                                                                |
| 東區     | 曾健成 | 樂康選區 （1994-1999年）                                                               | 於1999年選舉中在同一選區競逐連任失敗                                      | 樂康選區 （2004-2011年）                                                                |
| 東區     | 曾健成 | 樂康選區 （2004-2011年）                                                               | 於2011年選舉中在同一選區競逐連任失敗                                      | 樂康選區 （2020-2021年）                                                                |
| 東區     | 王國興 | 和富選區 （1994-2007年）                                                               | 於2007年選舉放棄競逐連任                                                  | 小西灣選區 （2016-2019年）                                                              |
| 南區     | 楊位款 | 中西區堅摩選區 （1994-2007年）                                                         | 於2007年選舉放棄競逐連任                                                  | 委任議員 （2012-2015年）                                                                |
| 南區     | 馬月霞 | 黃竹坑選區 （1988-1999年）                                                             | 於1999年選舉放棄競逐連任                                                  | 黃竹坑選區 （2004-2007年） 石漁選區 （2008-2011年）                                     |
| 油尖旺區 | 涂謹申 | 富榮選區 （2000-2007年）                                                               | 於2007年選舉放棄競逐連任                                                  | 奧運選區 （2012-2021年）                                                                |
| 油尖旺區 | 林健文 | 九龍城海心選區 （2004-2007年）                                                         | 於2007年選舉中在同一選區競逐連任失敗                                      | 京士柏選區 （2013-2015年） 油麻地北選區 （2016-2023年）                                 |
| 深水埗區 | 譚國僑 | 澤安選區 （1994-2003年） 石硤尾選區 （2004-2007年） 石硤尾及南昌東選區 （2008-2011年） | 於2011年選舉中轉至南山、大坑東及大坑西選區競逐連任失敗                    | 南山、大坑東及大坑西選區 （2015-2021年）                                                |
| 深水埗區 | 秦寶山 | 油尖旺大角咀選區 （2003-2007年）                                                       | 於2007年選舉中在同一選區競逐連任失敗                                      | 石硤尾及南昌東選區 （2011-2015年）                                                      |
| 九龍城區 | 黃國桐 | 黃大仙彩雲東選區 （2004-2015年）                                                       | 於2015年選舉中在同一選區競逐連任失敗                                      | 太子選區 （2020-2023年）                                                                |
| 九龍城區 | 任國棟 | 紅磡選區 （2008-2015年）                                                               | 於2015年選舉中在同一選區競逐連任失敗                                      | 紅磡灣選區 （2020-2021年）                                                              |
| 黃大仙區 | 譚香文 | 龍星選區 （2004-2007年）                                                               | 於2007年選舉中在同一選區競逐連任失敗                                      | 龍星選區 （2011-2023年）                                                                |
| 黃大仙區 | 莫嘉嫻 | 九龍城馬頭圍選區 （2000-2015年）                                                       | 於2015年選舉中在同一選區競逐連任失敗                                      | 瓊富選區 （2020-2021年）                                                                |
| 黃大仙區 | 廖成利 | 九龍城啟德選區 （2002-2011年）                                                         | 於2011年選舉放棄競逐連任                                                  | 彩雲東選區 （2020-2023年）                                                              |
| 黃大仙區 | 陳利成 | 彩雲南選區 （1994-2011年）                                                             | 於2011年選舉放棄競逐連任                                                  | 彩雲西選區 （2020-2021年）                                                              |
| 黃大仙區 | 林文輝 | 龍上選區 （1994-2011年）                                                               | 於2011年選舉中轉至東美選區競逐連任失敗                                    | 龍上選區 （2015-2019年）                                                                |
| 黃大仙區 | 李德康 | 翠竹及鵬程選區 （1994-2003年）                                                         | 於2003年選舉中轉至瓊富選區競逐連任失敗                                    | 東頭選區 （2008-2019年）                                                                |
| 黃大仙區 | 蔡六乘 | 龍星選區 （1994-2003年）                                                               | 於2003年選舉中在同一選區競逐連任失敗                                      | 龍星選區 （2008-2011年）                                                                |
| 觀塘區   | 黃啟明 | 定安選區 （1994-2015年）                                                               | 於2015年選舉中在同一選區競逐連任失敗                                      | 定安選區 （2020-2021年）                                                                |
| 觀塘區   | 郭必錚 | 順天西選區 （1994-2003年）                                                             | 於2003年選舉中轉至順天選區競逐連任失敗                                    | 順天選區 （2008-2015年）                                                                |
| 荃灣區   | 許昭輝 | 象山選區 （1994-1999年）                                                               | 於1999年選舉中在同一選區競逐連任失敗                                      | 委任議員 （2008-2011年）                                                                |
| 荃灣區   | 李洪波 | 荃灣中心選區 （2000-2007年）                                                           | 於2007年選舉中在同一選區競逐連任失敗                                      | 荃灣中心選區 （2012-2021年）                                                            |
| 屯門區   | 陳樹英 | 兆康選區 （1994-2015年）                                                               | 於2015年選舉中在同一選區競逐連任失敗                                      | 兆康選區 （2020-2021年）                                                                |
| 屯門區   | 馬旗   | 深水埗荔枝角選區 （1994-2003年）                                                       | 於2003年選舉中轉至蘇屋選區競逐連任失敗                                    | 掃管笏選區 （2020-2021年）                                                              |
| 屯門區   | 劉業強 | 委任議員 （2000-2011年）                                                               | 任期屆滿時未有再被政府委任為來屆會期的委任議員                            | 當然議員（屯門鄉事委員會主席） （2016-2027年）                                          |
| 屯門區   | 何君堯 | 當然議員（屯門鄉事委員會主席） （2011-2015年）                                         | 於2016年屯門鄉事委員會換屆時未有續任主席                                  | 樂翠選區 （2016-2019年）                                                                |
| 屯門區   | 劉皇發 | 當然議員（屯門鄉事委員會主席） （1982-2011年）                                         | 於2011年屯門鄉事委員會換屆時未有續任主席                                  | 委任議員 （2012-2015年） 當然議員（屯門鄉事委員會主席） （2015-2016年）                 |
| 元朗區   | 程振明 | 當然議員（十八鄉鄉事委員會主席） （2007-2011年）                                       | 於2011年十八鄉鄉事委員會換屆時未有續任主席                                | 十八鄉南／十八鄉西選區 （2012-2019年） 當然議員（十八鄉鄉事委員會主席） （2019-2027年） |
| 元朗區   | 梁福元 | 十八鄉南選區 （1994-2003年） 當然議員（十八鄉鄉事委員會主席） （2003-2007年）          | 於2007年十八鄉鄉事委員會換屆時未有續任主席                                | 十八鄉北選區 （2008-2011年） 當然議員（十八鄉鄉事委員會主席） （2011-2019年）           |
| 元朗區   | 梁福元 | 十八鄉北選區 （2008-2011年） 當然議員（十八鄉鄉事委員會主席） （2011-2019年）          | 於2019年十八鄉鄉事委員會換屆時未有續任主席                                | 十八鄉西選區 （2019年）                                                                 |
| 北區     | 李國鳳 | 當然議員（粉嶺區鄉事委員會主席） （1999-2006年）                                       | 於2006年因觸犯欺詐罪，被判罪成並判監4個月；根據《區議會條例》，須褫奪議席 | 當然議員（粉嶺區鄉事委員會主席） （2007-2023年）                                        |
| 北區     | 鄧根年 | 皇后山選區 （1988-2003年）                                                             | 於2003年選舉中在同一選區競逐連任失敗                                      | 皇后山選區 （2008-2019年）                                                              |
| 北區     | 黃成智 | 天平東選區 （2000-2003年）                                                             | 於2003年選舉中轉至彩園選區競逐連任失敗                                    | 石湖墟選區 （2008-2011年）                                                              |
| 北區     | 廖超華 | 鳳翠選區 （2000年）                                                                    | 於2000年5月被法庭裁定因選舉主任錯誤決定而當選無效                         | 鳳翠選區 （2000-2008年）                                                                |
| 大埔區   | 區鎮樺 | 廣福選區 （2004-2007年）                                                               | 於2007年選舉中在同一選區競逐連任失敗                                      | 大埔中選區 （2012-2021年）                                                              |
| 西貢區   |        | 景林選區 （1994-2007年）                                                               | 於2007年選舉中在同一選區競逐連任失敗                                      | 景林選區 （2012-2015年）                                                                |
| 西貢區   | 柯耀林 | 廣明選區 （2004-2011年）                                                               | 於2011年選舉中在同一選區競逐連任失敗                                      | 廣明選區 （2020-2021年）                                                                |
| 沙田區   | 丁仕元 | 耀安選區 （2004-2007年）                                                               | 於2007年選舉中在同一選區競逐連任失敗                                      | 錦英選區 （2016-2021年）                                                                |
| 沙田區   | 湯寶珍 | 富寶選區 （1994-1999年）                                                               | 於1999年選舉放棄競逐連任                                                  | 錦英選區 （2008-2015年）                                                                |
| 沙田區   | 劉江華 | 秦金選區 （1994-2003年）                                                               | 於2003年選舉中轉至錦濤選區競逐連任失敗                                    | 田心選區 （2012年）                                                                     |
| 沙田區   | 潘國山 | 田心選區 （2004-2011年）                                                               | 於2011年選舉於同一選區報名競逐連任，但最終退選                            | 田心選區 （2013-2019年）                                                                |
| 葵青區   | 尹兆堅 | 石蔭選區 （2004-2015年）                                                               | 於2015年選舉中在同一選區競逐連任失敗                                      | 石蔭選區 （2020-2021年）                                                                |
| 葵青區   | 單仲偕 | 葵華／華峰選區 （1994-2003年）                                                         | 於2003年選舉放棄競逐連任                                                  | 華麗選區 （2020-2021年）                                                                |
| 葵青區   | 梁永權 | 安蔭選區 （1994-2007年）                                                               | 於2007年選舉中在同一選區競逐連任失敗                                      | 安蔭選區 （2020-2021年）                                                                |
| 葵青區   | 梁國華 | 新石籬選區 （2008-2015年）                                                             | 於2015年選舉中在同一選區競逐連任失敗                                      | 石籬南選區 （2020-2021年）                                                              |
| 葵青區   | 羅競成 | 翠怡選區 （2000-2003年）                                                               | 於2003年選舉中在同一選區競逐連任失敗                                      | 長安選區 （2008-2019年）                                                                |
| 離島區   | 徐生雄 | 葵青大白田選區 （1994-2015年）                                                         | 於2015年選舉中在同一選區競逐連任失敗                                      | 東涌北選區 （2020-2021年）                                                              |

- 任期中斷時間最長的議員：
  - 馬旗、單仲偕[a]（均在2004年1月1日至2019年12月31日期間離任區議員，兩段任期相隔達16年）
  - 陳婉嫻（曾在1988-1991年出任東區區議會議員，直到2012年再度出任黃大仙區議會議員，兩段任期相隔達21年）
- 任期中斷時間最短的議員：
  - 廖超華、梁福元（分別在2000年5月4日至同年7月23日、以及在2019年4月1日至同年6月20日期間離任區議員，兩段任期皆相隔81日）

## 議員酬金及津貼

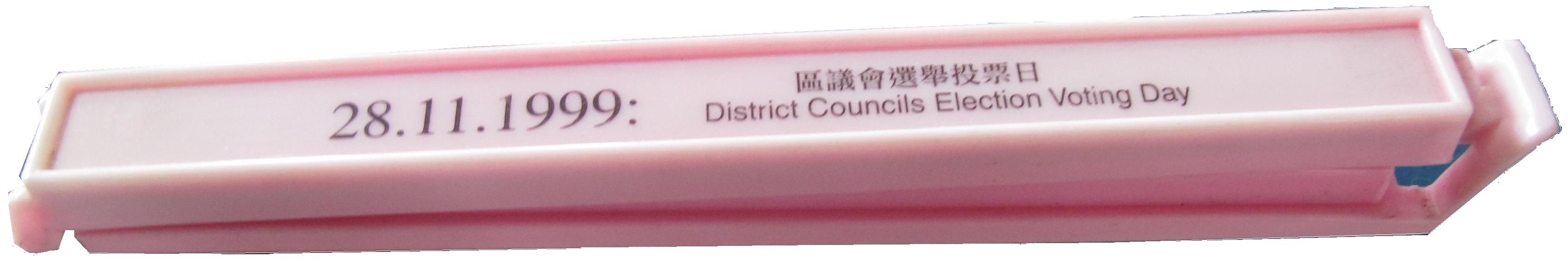
1999年區議會選舉的宣傳品

- 區議員酬金 - 區議會主席 - 每月73,420港元 / 區議會副主席 - 每月55,070港元 / 區議員 - 每月36,710港元 / 註：同時擔任其他議員身份的議員會扣減酬金金額
- 實報實銷的營運開支償還款額每年581,352港元(平均每月 48,446 元)
- 非實報實銷的雜項開支津貼每月8,310港元
- 實報實銷的開設辦事處開支償還款額每屆120,000港元 - 新任或連任而上屆無使用 - 全額 / 連任而上屆曾使用 - 60%金額 (72,000港元)
- 實報實銷的結束辦事處開支償還款額每屆72,000港元
- 實報實銷的外訪撥款每屆區議會任期不多於10,000港元
- 實報實銷的醫療津貼每年 36,530 元
- 任滿酬金為相等於區議員酬金總額的15%
- （只供區議會主席支用）酬酢開支償還款額每年41,050港元

- 區議員酬金 - 區議會主席 - 每月62,420港元 / 區議會副主席 - 每月46,820港元 / 區議員 - 每月31,210港元 / 註：同時擔任其他議員身份的議員會扣減酬金金額
- 實報實銷的營運開支償還款額每年481,224港元(平均每月 40,102 元)
- 非實報實銷的雜項開支津貼每月5,520港元
- 實報實銷的開設辦事處開支償還款額每屆100,000港元 - 新任或連任而上屆無使用 - 全額 / 連任而上屆曾使用 - 半額
- 實報實銷的結束辦事處開支償還款額每屆72,000港元
- 實報實銷的醫療津貼每年 33,650 元
- 任滿酬金為相等於區議員酬金總額的15%
- （只供區議會主席支用）酬酢開支償還款額每年36,870港元

- 區議員酬金 - 區議會主席 - 每月60,780港元 / 區議會副主席 - 每月45,590港元 / 區議員 - 每月30,390港元 / 註：同時擔任其他議員身份的議員會扣減酬金金額
- 實報實銷的營運開支償還款額每年 468,492港元
- 非實報實銷的雜項開支津貼每月 5,380港元
- 實報實銷的開設辦事處開支償還款額每屆100,000港元 - 新任或連任而上屆無使用 - 全額 / 連任而上屆曾使用 - 半額
- 實報實銷的結束辦事處開支償還款額每屆72,000港元
- 實報實銷的醫療津貼每年 32,400 元
- 相等於區議員酬金總額15%的任滿酬金
- 只供區議會主席支用：酬酢開支償還款額每年35,990港元

上述每年/每月發放的酬金及津貼會每年根據通脹調整。立法會財務委員會批准由二零一六年一月起增加酬金15%，以及按甲類消費物價指數的變動而作出的年度調整2.6%。
- 區議員酬金 - 區議會主席 - 每月51,520港元 / 區議會副主席 - 每月38,640港元 / 區議員 - 每月25,760港元 / 註：同時擔任其他議員身份的議員會扣減酬金金額
- 實報實銷的營運開支償還款額每年 456,624港元
- 非實報實銷的雜項開支津貼每月 5,240港元
- 實報實銷的開設辦事處開支償還款額每屆100,000港元 - 新任或連任而上屆無使用 - 全額 / 連任而上屆曾使用 - 半額
- 實報實銷的結束辦事處開支償還款額每屆72,000港元
- 實報實銷的醫療津貼每年 31,610 元
- 相等於區議員酬金總額15%的任滿酬金
- 只供區議會主席支用：酬酢開支償還款額每年34,990港元

上述每年/每月發放的酬金及津貼會每年根據通脹調整。政府在2014年起大幅提高區議員營運開支償還款額34%, 並批准搬遷辦事處的連任議員可以申請全額10萬元開設辦事處開支償還款額。而政府在2015年提出, 由2016年的新一屆區議會起, 提高區議員酬金15%及增設外訪撥款。
- 區議員酬金：每月20,290港元，區議會主席為40,580港元，副主席為30,440港元；
- 營運開支償還款額：每年233,544港元，支付在區議會職務上的開支，必須提供收據並通過核實；
- 雜項開支津貼：每月4,120港元，非實報實銷；
- 開設辦事處開支償還款額：每屆任期100,000港元，實報實銷；
- 結束辦事處開支償還款額：每屆任期72,000港元，實報實銷。

2011年1月起，「營運開支償還款額」獲實質調高15%。2012年1月起，增設實報實銷「醫療津貼」每年26,970港元，增設相等於酬金總額15%的「任滿酬金」，另為區議會主席增設「酬酢開支償還款額」。

## 爭議

### 浪費公帑
2013年1月29日，18區區議會自2007年起獲撥款興建地區小型工程，至香港行政長官梁振英在其《施政報告》再撥款予各區興建重點工程項目，然而一些地區卻以興建地標、奇形怪狀的雕塑品，被譴責作品醜陋、耗費公帑及阻街等，更有指是「小白象工程」。

### 打壓由泛民主導的區議會
自2019年區議會選舉建制派慘敗後，政府多次拒絕向泛民首次主導的區議會提供協助。當區議會商議的議案不合政府部門心意：如灣仔區議會討論區內六四集會安排、中西區區議會動議通過譴責警務處長縱容警察濫權、元朗區議會動議成立「7.21白衣暴徒無差別襲擊事件工作小組」等，民政事務專員或其他與會政府官員和紀律部隊指揮官，會率領全體在席政府官員及區議會秘書處職員離場，有時甚至任意取消會議日程、刪減議程及拒絕提供場地予區議會召開會議，並拒絕提供秘書處及直播會議服務。
即使是民生事務，民政事務處亦禁止多區區議會採購口罩和拒批防疫撥款，也表示從來沒有收過物流署口罩。民主派批評民政處說法誤導和「諸多阻撓」。其中沙田區議會副主席黃學禮批評當局大玩政治，民政事務專員與議員零溝通。元朗區議會主席黃偉賢指，民政事務專員曾出手阻撓防疫，不停搬龍門。而東區區議會副主席趙家賢指，民政處只容許官方派發防疫物資，不准區議會推行防疫活動。
2021年1月11日，立法會民政事務委員會開會，民政事務局局長徐英偉呼籲目前區議會要「跟返規矩做事」，未有按照政府要求進行批款，進度依然緩慢，更稱「區議會其實已經失效」和議會明顯過度政治化，會檢討區議會方向及工作。

### 削權至分區委員會
政府借宣誓DQ民主派區議員前夕，有傳政府削走原屬區議會的「撥款權」，預計當局最快於下月8日的民政事務委員會交代。綜合區議會消息，18個區議會每年各可動用3,000萬，當中一半屬必要開支，如維持區議會秘書處運作等，約1,500萬則由區議會自由運用於地區事務，由此推算，每年18區可自由運用的資金高達2.7億，政府往後料由近百名落選建制派區議會獲任的分區委員會負責審批撥款。

### 支持同志遊行
2020年6月，北區成為第一個通過支持同志遊行的區議會，引發民間團體抗議。事後除離島區議會外，所有區議會均通過支持同志遊行。立法會議員梁美芬認為，同志議題在香港極具爭議性，認為北區區議會以公帑支持同志遊行違反《區議會條例》中訂明的區議會職能，並指將與受影響市民研究提出司法覆核，保障公眾利益。

### 修例規定區議員須宣誓

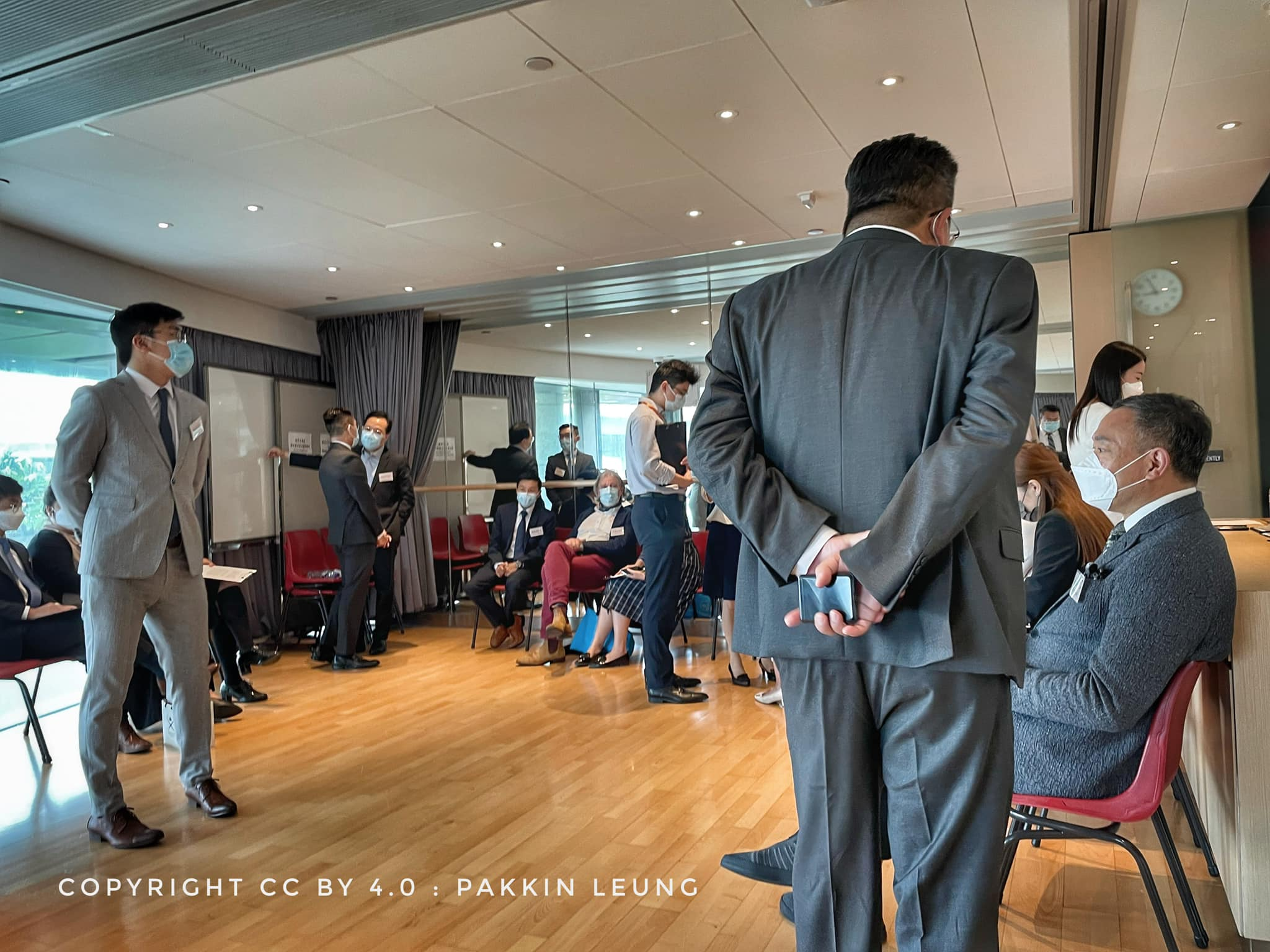
2021年9月9日，首批宣誓的24名港島區區議員率先在北角社區會堂等候準備宣誓儀式。政府規定參與宣誓的人需要身穿上恤衫和西裝

自2020年《港區國安法》後，政制及內地事務局於翌年2月23日舉行記者會，講解《2021年公職（參選及任職）（雜項修訂）條例草案》。條例草案建議除《香港基本法》104條下包含的公職人員之外，區議員都必須宣誓。
條例訂明，如有議員在宣誓後違反誓言，律政司司長會提出法律程序處理，期間議員要暫停職務，直至法庭有裁決；如區議員被裁定違反誓言，五年內不得參選。條例引入「負面清單」，宣揚港獨、尋求外國干預香港事務等，屬不符合「擁護《基本法》、效忠特區」。條例並無特定追溯期，但日後會參考相關人士過往言行。
政制及事務局局長曾國衞表示，宣誓修例一通過，去年參選立法會被DQ的4名區議員將被取消議席，包括荃灣區議員岑敖暉、南區區議員袁嘉蔚、東區區議員鄭達鴻、中西區區議員梁晃維。而有關條例已於同年2月26日刊憲，3月17日提交立法會，並於2021年5月12日在立法會三讀通過，新宣誓的法案於2021年5月21日正式生效。
立場新聞就此向各民主派區議員進行了訪問調查，了解他們對有關規定的意向。截至4月10日，已回應的175名區議員當中，有87人表示屆時將會宣誓或傾向宣誓、亦有6人表示屆時將拒絕宣誓或將於修例生效前先行辭退區議員席位。
有傳媒引述消息指，政府最快可以在6月舉行區議員宣誓儀式，現階段傾向18區區議會在同日、同地點，分區集體宣誓，修例訂明，儀式上要奏唱中華人民共和國國歌。
監誓人由行政長官指明，政府曾在法案委員會上提到，初步構思由民政事務局局長任區議員的監誓人。區議員要宣誓擁護《基本法》及效忠香港特區，誓言如下：

我謹此宣誓：
|  | 本人就任中華人民共和國香港特別行政區______區議會議員，定當擁護《中華人民共和國香港特別行政區基本法》，效忠中華人民共和國香港特別行政區，盡忠職守，遵守法律，廉潔奉公，為香港特別行政區服務。 |

而《宣誓須知》對於宣誓的程序、衣著等非常嚴格的規定，例如宣誓者必須穿著商務服裝，服飾應整齊得體，不得穿波衫、緊身運動褲。如宣誓者被發現前衣物或口罩有政治化標誌，會被拒絕進行宣誓，政府亦不會重新安排宣誓。而場地亦有權拒絕遲到者入場，中途離場者再次入場。出席人士在未經主辦單位許可，也不可攜帶任何被主辦單位認為影響宣誓儀式進行或對在場人士造成滋擾、不便或危險的物品進場。包括體積過大的物件、揚聲器/擴音器、雨傘、防禦性裝備（如俗稱「豬嘴」的防毒面具、頭盔）、旗幟、橫額或彩旗。
現任211名區議員由2021年9月9日起分成4批宣誓，首批宣誓的24名港島區區議員率先在北角社區會堂舉行宣誓儀式。到同月15日，政府宣布7名區議員的宣誓為無效宣誓，包括灣仔區議員楊雪盈及梁柏堅、東區區議員韋少力、陳榮泰、黎梓欣、蘇逸恒及南區區議員彭卓棋。其後另外三組區議員（九龍五區一組、新界西）再於北角社區會堂舉行宣誓儀式。

### 廢除立法會功能組別區議員代表議席及互選選委
全国人大常委会2021年3月一連五日在北京召開。包括討論區議會作為「區域性組織代表」，是否應在選委會及立法會內佔有席位，當中取消選舉委員會內117席區議會選委席位，以及廢除6個區議會相關的立法會議席。參考上屆選委會，民主派本身手握322席，主導區議會的民主派本來可望增加117個選委會議席，具有下屆特首選舉參與造王能力，但如今恐怕得而復去。
當時2名循俗稱超級議席晉身的立法會議員，包括民建聯的李慧琼及周浩鼎，以及區議會（第一）劉國勳，仍可完成餘下任期。但若明年想爭取連任，便要轉戰直選或其他界別。2021年3月，第十三屆全國人大四次會議通過《關於完善香港特別行政區選舉制度的決定》。

### 全國人大大幅修改選舉委員會組成
十三屆全國人大常委會第二十七次會議以167票全票通過新修訂的《基本法》附件一及附件二，修改香港選舉制度。在附件一當中的「五步曲」將不再適用。行政長官林鄭月娥爭取4月中提交本地選舉相關法例的條例草案讓立法會審議，期望5月底可以三讀通過，到6月進行選民登記，9月舉行選舉委員會界別分組選舉，12月舉行第七屆立法會選舉，以及明年3月舉行特首選舉。立法會議席將採取4-3-2方案，選委會產生40席、功能界別30席、地區直選20席。其中功能組別現有6個區議會議席全部取消，被港區人大政協取代。而過往由泛民盤鋸多年的專業界別議席亦將消失。資訊科技界改為「科技創新界」，並由過往以個人票和團體票投票，改為混合產生。飲食界亦改由混合票產生，醫學界及衞生服務界合併為醫療衞生界。同時新增商界（第三）及全國性團體代表。
而選委會亦廢除全數區議員代表，改為由民政事務總署署長委任，由建制派人士主導的港九分區三會及新界分區三會取代，合共有156席。
而參選立法會人士須要在新的選委會中，在5個界別要各取最少2個提名，即至少有10票才能入閘。而選舉亦會設立由特區政府主要官員擔任的候選人資格審查委員會，審批參選人。警務處國家安全處會審查參選人是否符合資格。而遭DQ（取消資格）者不能司法覆核。
另外《蘋果日報》發現與內地相關的人大政協、「內地港人團體」、「全國性團體香港成員代表」等界別，至少佔443席。建制派人士全面支持相關的修訂，認為做法合憲合法、合情合理，是順應廣泛民意，更能代表香港整體利益。民主黨主席羅健熙形容是將回歸20多年以來的民主空間收緊，不利香港發展。他批評選舉委員會將取消區議會議席的做法不合邏輯，令人摸不著頭腦。他認為每項修訂將大幅減少香港人聲音帶入議會制度內，讓香港社會未來更加困難，不利發展。至於民主黨日後會否派人參選，仍有待內部商討。
香港大學政治與公共行政學系教授陳祖為指有關決定不僅沒有循序漸進，連循序漸退也說不上，是突然死亡，並指出有「四大荒謬」。

### 擬恢復委任議席
因應《全國人大關於完善香港選舉制度的決定》與2021年香港政治制度改革的推行，原在選舉委員會及立法會的與所有區議會相關的席位將一律被廢除。全國人大常委譚耀宗於在2021年4月上旬接受有線新聞專訪時表示，區議會只是由選舉產生可能會「側咗一邊」，代表性始終有所欠缺，補充一些委任議員能較平衡和令代表性更全面；更認為中央政府或特區政府會在當屆區議會換屆前，研究調整區議會的人數及分區，亦可能重設委任議席。十八區民主派聯絡會議輪任召集人黃學禮回應有關專訪時，則批評政府在建制派主導區議會時主動廢除委任議席，現時重設等於輸打贏要、走回頭路，並且是荒謬之舉。

### 暫無計劃舉行補選
2021年多名區議員先後因反對及無意遵從特區政府擬要求區議員須進行就職宣誓之修例措施、或因涉及香港民主派初選大搜捕案件而被長期還押而辭去議席。行政長官林鄭月娥表示因應2021年香港政治制度改革的落實，在同年下旬至翌年上旬將陸續舉行選委會界別分組選舉、立法會選舉以及行政長官選舉共三場選舉，難以在中途騰出時間及資源再舉行選舉，結果政府暫無計劃就這些議席出缺舉行補選；更謂「減少了一部分區議員，似乎不會帶來一個很大的影響」。

### 民政總署指區議員助公眾參與未經批准的六四燭光晚會集會
2021年6月3日，連日來不少區議員在社交平台貼文，向市民免費派發蠟燭。據了解， 民政事務總署表示，接獲投訴有區議員派發物資及發表宣傳訊息，鼓勵及協助公眾人士參與未經批准的公眾集會。署方表示，有關活動與區議會工作無關，並影響地區和諧，亦可能觸犯香港法例。

### 取消地區管理委員會成員資格
以往每個區議會的主席和副主席都是該區的地區管理委員會成員。地區管理委員會成員包括負責管理地方事務之政府部門人員，分別聽取當區區議會之意見，和參照所得意見行事。地區管理委員會由當區位居公務員首長級D2的民政事務專員擔任主席，負責協調該區各個政府部門，如房屋、交通、衞生和教育等工作，並向區議會匯報。而直接為公眾提供服務的政府部門首長會定期出席區議會會議，向區議員解釋政策。2020年，政府表示因應疫情多次暫停地區管理委員會會議。而2021年起，政府認為區議會已有足夠機會及平台就地區民生事宜向政府發表意見，取消區議會正、副主席及區議會轄下各委員會主席列席地區管理委員會會議的安排，現時委員會成員只有政府部門代表。

### 放風取消230名議員資格
2021年7月，多家傳媒引述消息指，有230名區議員將會因不符宣誓要求及涉及「負面清單」行為被取消資格，包括參與民主派初選、借出議辦作票站等，並會追討區議員上任至今的薪金及營運津貼，涉款過百萬元，但辭職者則不會被追討。自消息傳出起，不斷有區議員宣布辭職，結果觸發二百多名區議員辭職潮。記者和政黨多次追問，但沒有獲政府官員承認或否認消息。

### 區議會改制
2023年5月2日，行政長官李家超公佈區議會改革方案，直選議席降至不足兩成，並強調行政主導，由政務主任或行政主任職系公務員出身的民政事務專員兼任區議會主席，又增設機制懲處被視為表現不符公眾期望的議員，區議會亦不再有審批撥款職能。此改革引起部分學者和民主派人士質疑。中文大學政治與行政學系副教授馬嶽稱，新方案下直選比例不足兩成是倒退，新方案下猶如政府委任的一般諮詢委員會，似是行政部門的延伸，不再由議員制衡政府，反映民意空間很小，並認為制度參選關卡非常多，民主派勝選機會不高。民主黨主席羅健熙表示，對區議會組成新方案感到十分失望，民主成份和區議會能發揮的職能比預期中更低，提名門檻卻大幅增加，認為方案反映政府對市民完全不信任。西貢區議會主席周賢明對新方案感可惜，認為區議會組成與1982年近似，是「還原基本步」。建制派則支持改制，民建聯表示，堅定支持政府提出的區議會改革方案，認為令區議會重回正軌，亦有利維護國家安全；工聯會指新方案確保各界別均衡參與；經民聯認為方案讓區議會回復地方諮詢架構，可集中精力解決地區問題。
2023年5月12日，立法會舉行研究區議會改制方案的小組委員會的首次會議。政制及內地事務局長曾國衞指《基本法》並無規定區域組織必須以選舉形式組成，「更遑論由普選產生」，認為社會上有人將區議會說成為特區民主進程一部分是曲解《基本法》原意、偷換概念及「僭建」，他提及區域組織亦屬非政權性組織，並無立法、徵稅及監察政府等權力。議員狄志遠指區議會在過去40年發展是由委任制推展至民選產生。而前政務司長林瑞麟於2011年區議會選舉投票日時指，區議會投票屬「香港發展民主，按《基本法》邁向普選的重要一步。」前政務司長張建宗在2019年區議會選舉投票前亦指出「當屆區選是難得第一次全部議席均有競爭，形容屬民主的體現及龐大的民主工程。」

## 参見
- 香港行政區劃
- 市政局/區域市政局（1999年廢除）
- 香港立法會
- 香港政治
- 地方行政計劃
- 區議會（第一）功能界別（2021年廢除）
- 區議會（第二）功能界別（2021年廢除）
- 香港特別行政區區議會資格審查委員會（區議會資格審查委員會）

## 備註
1. 1 2 3 4 5 6 7  只計算香港主權移交後首次區議會選舉（即1999年區議會選舉）起開始出現的議會、議席、選區及選舉。
2. ↑  不包括臨時立法會。
3. 1 2 3 4 5 6 7 8  只計算區議會全面實行單議席單票制（即1994年區議會選舉）至2023年出現的議會、議席、選區及選舉。
4. ↑  除此之外，丁氏曾於1982-1994年出任東區區議會委任區議員。
5. 1 2  除此之外，馬氏曾於1985-1988年出任南區區議會黃竹坑及海灣選區區議員。
6. 1 2  除此之外，涂氏曾於1991-1994年出任深水埗區議會長沙灣選區區議員。
7. ↑  除此之外，譚氏曾於1985-1994年出任深水埗區議會白田選區區議員。
8. ↑  除此之外，馮氏曾於1982-1989年出任深水埗區議會市政局當然議員，以及於1989-1991年出任石硤尾選區區議員。
9. ↑  除此之外，郭氏曾於1991-1949年出任深水埗區議會委任區議員
10. 1 2  除此之外，黃氏曾於1988-1991年出任油尖區議會油麻地北選區區議員。
11. 1 2  除此之外，廖氏曾於1988-1991年出任黃大仙區議會橫頭磡選區區議員，以及於1991-1994年出任橫頭磡及樂富選區區議員。
12. 1 2  除此之外，郭氏曾於1991-1994年出任觀塘區議會順天選區區議員。
13. ↑  除此之外，陳氏曾於1988-1994年出任觀塘區議會牛頭角西／下牛頭角選區區議員。
14. ↑  除此之外，陳氏曾於1985-1988年出任荃灣區議會荃灣西選區區議員，以及於1988-1991年出任荃灣西（南）選區區議員。
15. 1 2  除此之外，黃氏曾於1991-1994年出任北區區議會彩園選區區議員。
16. ↑  除此之外，張氏曾於1985-1988年出任大埔區議會大埔北選區區議員。
17. ↑  除此之外，周氏曾於1991-1994年出任西貢區議會魷魚灣選區區議員。
18. 1 2  除此之外，湯氏曾於1991-1994年出任沙田區議會顯田選區區議員。
19. 1 2  除此之外，劉氏曾於1988-1994年出任沙田區議會曾大屋選區區議員。
20. 1 2  除此之外，單氏曾於1985-1994年出任葵青區議會葵涌西選區區議員。

1. ↑  為親建制商業或專業界別人士，但選舉時沒有申報團體，以獨立名義參選。
2. ↑  立場相對溫和，標榜中間路線，但獲得建制派支持並與建制派人士一同參與政治。
3. ↑  自1982年區議會成立時已安排市政局的分區直選議員（15人）加入選區所屬的區議會（故當其時區議員如當選市政局議員，需依法辭去原有區議員職位），至於市政局委任議員則與香港政府協調加入市區範圍內的區議會，有關安排沒有在1986年區域市政局成立時再推行，反而由九個新界區議會各自選出一名代表進入區域市政局。1989年兩個市政局換屆時，香港政府取消市政局議員在區議會內的當然議員席位及區議員不能兼任市政局議員規定，市政局和區域市政局則統一為各區區議會各自互選一名代表進入。
4. ↑  因應末代港督彭定康的政改方案，沒有委任區議員。1994年之前區議會直選議員數目以及各個選區劃界是由香港政府選舉事務虑負責，而1994年區議會選舉起，選區劃界改由獨立於行政機關的選區分界及選舉事務委員會（其後改名為選舉管理委員會）負責。
5. ↑  包括前區議會全部373名議員和95名新委任議員。
6. ↑  [40][41][42][43]
7. ↑  [44]
8. ↑  全面取消委任議席。
9. ↑  九龍公園游泳池投票站及佛教林金殿紀念小學投票站在早上開放前，因開站程序用了較多時間，開放時間改為上午7時33分至晚上10時33分。[45]
10. ↑  投票時間原為上午8時30分至晚上10時30分，因投票日當晚電子選民登記冊系統故障，並於8時12分開始轉用正式選民登記冊印刷本發出選票[46]，選管會考慮相關情況後決定將所有投票站的開放時間順延至午夜12時[47]。

### 引用
1. ↑  . 香港獨立媒體.   [2021-09-14]. （原始内容存档于2021-09-14）. （页面存档备份，存于）
2. 1 2  饒美蛟; 楊偉文.  (PDF). 《亞洲研究》. 2000, (37)  [2021-06-23]. （原始内容存档 (PDF)于2021-01-28）. （页面存档备份，存于）
3. ↑  . Now新聞.   [2019-11-25]. （原始内容存档于2020-04-11） （中文（香港））. （页面存档备份，存于）
4. 1 2  . 明報.   [2023-05-02]. （原始内容存档于2023-05-02） （中文（繁體））.
5. ↑  .   [2023-12-12]. （原始内容存档于2024-01-19）.
6. 1 2 3  . . 香港政府印務局. 1987: 8.
7. ↑   (PDF). 2015  [2013-05-23]. （原始内容存档 (PDF)于2013-10-22）. （页面存档备份，存于）
8. ↑   (PDF). 香港立法會: 19.   [2020-11-16]. （原始内容存档 (PDF)于2021-01-19）. （页面存档备份，存于）
9. ↑   (PDF). . 香港立法會. 1999-12-02: 338  [2020-11-16]. （原始内容存档 (PDF)于2020-02-16）. （页面存档备份，存于）
10. ↑  .   [2020-05-17]. （原始内容存档于2019-05-12）.
11. ↑  庫斯克. . 評台. 2014-02-05  [2020-05-17]. （原始内容存档于2018-07-14）. （页面存档备份，存于）
12. ↑  .   [2020-05-17]. （原始内容存档于2019-05-14）. （页面存档备份，存于）
13. ↑  . 香港01. 2019-05-07  [2019-11-24]. （原始内容存档于2020-04-11）. （页面存档备份，存于）
14. ↑  .   [2006-10-02]. （原始内容存档于2006-07-17）. （页面存档备份，存于）
15. 1 2  . 香港政府新聞公報. 2009-02-11  [2019-11-24]. （原始内容存档于2019-10-30） （中文（香港））. （页面存档备份，存于）
16. ↑  .   [2020-01-29]. （原始内容存档于2019-11-25）. （页面存档备份，存于）
17. ↑  . 明報. 2019-11-25  [2019-11-25]. （原始内容存档于2019-11-27）. （页面存档备份，存于）
18. ↑  田飛龍. . 明報. 2021-03-03  [2021-06-23]. （原始内容存档于2021-03-04） （中文（香港））. （页面存档备份，存于）
19. ↑  . 国务院港澳事务办公室. 2021-02-22  [2021-03-06]. （原始内容存档于2021-03-08） （中文（中国大陆））. （页面存档备份，存于）
20. ↑  . 2021-03-01  [2021-06-23]. （原始内容存档于2021-03-13） （中文（香港））. （页面存档备份，存于）
21. ↑  . 蘋果日報.   [2021-03-30]. （原始内容存档于2021-04-03）.
22. ↑  . 香港特別行政區政府新聞公報. 2021-05-21  [2021-07-13]. （原始内容存档于2021-08-13）. （页面存档备份，存于）
23. 1 2  . news.rthk.hk.   [2023-05-02]. （原始内容存档于2023-05-14） （中文（臺灣））. （页面存档备份，存于）
24. ↑   (PDF).   [2014-01-30]. （原始内容存档 (PDF)于2016-03-04）. （页面存档备份，存于）
25. ↑   (PDF).   [2014-01-30]. （原始内容存档 (PDF)于2014-02-02）. （页面存档备份，存于）
26. ↑   (PDF).   [2014-01-30]. （原始内容存档 (PDF)于2014-02-02）. （页面存档备份，存于）
27. ↑   (PDF).   [2014-01-30]. （原始内容存档 (PDF)于2014-02-02）. （页面存档备份，存于）
28. ↑   (PDF).   [2014-01-30]. （原始内容存档 (PDF)于2014-02-02）. （页面存档备份，存于）
29. ↑   (PDF).   [2014-01-30]. （原始内容存档 (PDF)于2014-02-02）. （页面存档备份，存于）
30. ↑   (PDF).   [2014-01-30]. （原始内容存档 (PDF)于2014-02-02）. （页面存档备份，存于）
31. ↑  .   [2017-10-14]. （原始内容存档于2019-05-17）. （页面存档备份，存于）
32. ↑   (PDF).   [2017-10-14]. （原始内容存档 (PDF)于2017-07-22）. （页面存档备份，存于）
33. ↑   (PDF).   [2006-01-24]. （原始内容 (PDF)存档于2007-09-29）. （页面存档备份，存于）
34. ↑   (PDF).   [2008-09-09]. （原始内容存档 (PDF)于2010-07-04）. （页面存档备份，存于）
35. ↑   (PDF).   [2008-09-09]. （原始内容存档 (PDF)于2009-08-07）. （页面存档备份，存于）
36. ↑   (PDF).   [2008-09-09]. （原始内容存档 (PDF)于2009-07-31）. （页面存档备份，存于）
37. ↑  . 明報新聞網 - 即時新聞 instant news.   [2023-05-02]. （原始内容存档于2023-05-02） （中文（繁體））. （页面存档备份，存于）
38. ↑  . 電子版香港法例.   [2020-01-16]. （原始内容存档于2020-04-11）. （页面存档备份，存于）
39. ↑  . 東方日報. 2013-05-23  [2020-11-16]. （原始内容存档于2021-03-13）. （页面存档备份，存于）
40. ↑  . 香港特區政府新聞公報. 1999-12-30  [2021-02-19]. （原始内容存档于2021-03-13）. （页面存档备份，存于）
41. ↑  . 香港特區政府新聞公報. 2003-12-27  [2021-02-19]. （原始内容存档于2021-03-13）. （页面存档备份，存于）
42. ↑  . 香港特區政府新聞公報. 1999-12-30  [2021-02-19]. （原始内容存档于2021-03-13）. （页面存档备份，存于）
43. ↑  . 香港特區政府新聞公報. 2007-12-14  [2021-02-19]. （原始内容存档于2021-03-13）. （页面存档备份，存于）
44. ↑  . 香港特區政府新聞公報. 2011-12-22  [2021-02-19]. （原始内容存档于2021-03-13）. （页面存档备份，存于）
45. ↑  . 香港政府新聞公報. 2019年11月24日  [2019年11月24日]. （原始内容存档于2023年12月10日）.
46. ↑  . 香港政府新聞公報. 2023年12月10日  [2023年12月10日]. （原始内容存档于2023年12月10日）.
47. ↑  . 香港政府新聞公報. 2023年12月10日  [2023年12月10日]. （原始内容存档于2023年12月10日）.
48. ↑  . 華僑日報. 1988-03-12.
49. ↑  . 東方日報.   [2016-01-10]. （原始内容存档于2016-01-09）. （页面存档备份，存于）
50. ↑  . 香港特別行政區政府新聞公報. 2021-05-21  [2021-09-16]. （原始内容存档于2021-05-21）. （页面存档备份，存于）
51. ↑   (PDF). 區議會.   [2018-05-11]. （原始内容存档 (PDF)于2021-08-13）. （页面存档备份，存于）
52. ↑   (PDF).   [2015-02-07]. （原始内容存档 (PDF)于2016-03-04）. （页面存档备份，存于）
53. ↑   (PDF).   [2011-11-08]. （原始内容存档 (PDF)于2012-11-03）. （页面存档备份，存于）
54. ↑  . 政府新聞處. 2011-03-25  [2011-11-08]. （原始内容存档于2016-02-21）. （页面存档备份，存于）
55. ↑  . 《明報》. 2013-01-30  [2013-01-30]. （原始内容存档于2013-01-31） （中文）. （页面存档备份，存于）
56. ↑  . 《眾新聞》. 2020-05-19  [2020-05-19]. （原始内容存档于2020-07-21） （中文）. （页面存档备份，存于）
57. ↑  . 《明報》. 2020-01-18  [2020-01-18]. （原始内容存档于2020-01-18） （中文）. （页面存档备份，存于）
58. ↑  . 《明報》. 2020-01-17  [2020-01-17]. （原始内容存档于2020-01-17） （中文）. （页面存档备份，存于）
59. ↑  . 《眾新聞》. 2020-05-20  [2020-05-20]. （原始内容存档于2020-06-05） （中文）. （页面存档备份，存于）
60. ↑  . 《獨立媒體》. 2020-03-10  [2020-03-10]. （原始内容存档于2020-03-11） （中文）. （页面存档备份，存于）
61. ↑  . 《香港電台》. 2020-05-06  [2020-05-06]. （原始内容存档于2020-07-21） （中文）. （页面存档备份，存于）
62. ↑  . 香港獨立媒體. 2021-01-11  [2021-01-11]. （原始内容存档于2021-04-08）. （页面存档备份，存于）
63. ↑  . Now新聞台. 2021-01-11  [2021-01-11]. （原始内容存档于2021-04-08）. （页面存档备份，存于）
64. ↑  . Apple Daily 蘋果日報.   [2021-04-16]. （原始内容存档于2021-05-03） （中文（香港））. （页面存档备份，存于）
65. ↑  頭條日報. . 頭條日報 Headline Daily. 2020-06-24  [2020-12-09]. （原始内容存档于2021-03-13）. （页面存档备份，存于）
66. ↑  周禮希; 翟睿敏; 吳倬安. . 香港01. 2021-02-23  [2021-03-02]. （原始内容存档于2021-03-03） （中文（香港））. （页面存档备份，存于）
67. ↑  . Hong Kong's Information Services Department. 2021-02-23  [2021-03-02]. （原始内容存档于2021-05-03） （中文（香港））. （页面存档备份，存于）
68. ↑  . 東方日報. 2021-05-12  [2021-05-12]. （原始内容存档于2021-05-12）. （页面存档备份，存于）
69. ↑  . 星島日報. 2021-05-13  [2021-05-14]. （原始内容存档于2021-06-18）. （页面存档备份，存于）
70. ↑  . 立場新聞 Stand News. 2021-04-10  [2021-04-22]. （原始内容存档于2021-05-05）. （页面存档备份，存于）
71. ↑  . 立場新聞 Stand News. 2021-05-12  [2021-05-12]. （原始内容存档于2021-05-14） （中文）. （页面存档备份，存于）
72. ↑  林劍. . 香港01. 2021-09-07  [2021-09-17]. （原始内容存档于2021-10-04）. （页面存档备份，存于）
73. ↑  . topick.hket.com.   [2021-03-02]. （原始内容存档于2021-05-03）. （页面存档备份，存于）
74. ↑  . 法國國際廣播電台. 2021-03-04  [2021-03-04]. （原始内容存档于2021-03-05）. （页面存档备份，存于）
75. ↑  . 明報. 2021-03-04  [2021-03-04]. （原始内容存档于2021-03-04）. （页面存档备份，存于）
76. ↑  . 香港電台. 2021-03-30  [2021-03-30]. （原始内容存档于2021-05-03）. （页面存档备份，存于）
77. ↑  . 香港01. 2021-03-30  [2021-03-30]. （原始内容存档于2021-05-03）. （页面存档备份，存于）
78. ↑  . 立場新聞. 2021-03-30  [2021-03-30]. （原始内容存档于2021-03-31）. （页面存档备份，存于）
79. ↑  . 香港電台. 2021-03-30  [2021-03-30]. （原始内容存档于2021-05-03）. （页面存档备份，存于）
80. ↑  . 蘋果日報. 2021-03-30  [2021-03-30]. （原始内容存档于2021-05-03）. （页面存档备份，存于）
81. ↑  . 香港經濟日報. 2021-03-30  [2021-03-30]. （原始内容存档于2021-05-03）. （页面存档备份，存于）
82. ↑  . 香港電台. 2021-03-30  [2021-03-30]. （原始内容存档于2021-05-03）. （页面存档备份，存于）
83. ↑  . 香港電台. 2021-03-30  [2021-03-30]. （原始内容存档于2021-05-03）. （页面存档备份，存于）
84. ↑  . 立場新聞. 2021-03-30  [2021-03-30]. （原始内容存档于2021-05-21）. （页面存档备份，存于）
85. ↑  . 明報. 2021-04-04  [2021-04-04]. （原始内容存档于2021-05-03）. （页面存档备份，存于）
86. ↑  . 蘋果日報. 2021-04-03  [2021-04-03]. （原始内容存档于2021-05-03）. （页面存档备份，存于）
87. ↑  . 文匯網. 2021-04-20  [2021-04-20]. （原始内容存档于2021-05-03）. （页面存档备份，存于）
88. ↑  . hk.news.yahoo.com.   [2021-06-05]. （原始内容存档于2021-06-18） （中文（香港））. （页面存档备份，存于）
89. ↑  . news.rthk.hk.   [2021-06-05]. （原始内容存档于2021-06-23） （中文（臺灣））. （页面存档备份，存于）
90. 1 2  . 明報新聞網 - 每日明報 daily news.   [2023-05-03]. （原始内容存档于2023-06-04） （中文（繁體））. （页面存档备份，存于）
91. ↑  . news.rthk.hk.   [2023-05-03]. （原始内容存档于2023-06-01） （中文（臺灣））. （页面存档备份，存于）
92. ↑  . 信報網站 hkej.com.   [2023-05-03]. （原始内容存档于2023-09-07）. （页面存档备份，存于）
93. ↑  . 有線寬頻 i-CABLE. 有線新聞. 2023-05-02. （原始内容存档于2023-09-07） （中文（香港））. （页面存档备份，存于）
94. ↑  . 香港政府新聞網. 2011-11-06  [2023-05-12]. （原始内容存档于2023-05-12）. （页面存档备份，存于）
95. ↑  . 政府新聞公報. 2019-11-24  [2023-05-12]. （原始内容存档于2023-05-14）. （页面存档备份，存于）
96. ↑  . 明報. 2023-05-12  [2023-05-12]. （原始内容存档于2023-09-07）. （页面存档备份，存于）

### 文獻
- 張超雄. . 劉慧卿議員辦事處.   [2006-02-20]. （原始内容存档于2006-10-13）. （页面存档备份，存于）
- 雷競璇、沈國祥. .

## 外部連結
- 香港區議會網站（页面存档备份，存于）